# Église Saint-Médard de Villers-Saint-Frambourg
L'église Saint-Médard est une église catholique paroissiale située à Villers-Saint-Frambourg, en France. Elle possède un petit clocher roman caractéristique du Valois, qui remonte vers 1170 / 1180 et représente sa partie la plus ancienne. Le chœur et ses deux chapelles latérales sont issus de trois campagnes de construction rapprochées, pouvant être situées pendant la seconde moitié du XIIIe siècle. C'est donc une œuvre de la période gothique rayonnante dont il garde l'empreinte, bien que des réparations au cours du XVIe siècle aient apporté des simplifications. Le plan de l'église est irrégulier du fait de la présence de la base du clocher : la chapelle du sud est plus petite que celle du nord. La nef et ses bas-côtés ont été entièrement bâtis pendant le XVIe siècle et affichent le style gothique flamboyant, sauf les grandes arcades du nord qui sont d'un style Renaissance tardif. Il en va de même de l'extérieur. Toute l'église a été construite avec soin, même si des moellons ont dû suffire pour la nef. C'est un édifice de qualité dont la richesse intérieure surprend en vue de l'austérité des façades, et qui donne un exemple de l'intérêt architectural qu'une petite église rurale d'apparence discrète peut avoir. Restaurée et bien entretenue, l'église Saint-Médard a encore accueilli une messe tous les jours de la semaine sauf le lundi et samedi jusqu'au mois de janvier 2014, fait assez rare pour être signalé. L'église est classée au titre des monuments historiques en totalité depuis 2004. Le chœur et le clocher avaient déjà été classés en 1913.

## Localisation
L'église est située en France, en région Hauts-de-France, dans le département français de l'Oise et sa partie qui appartient au Valois, sur la commune de Villers-Saint-Frambourg au nord de Senlis. L'église marque le centre du village. Le chevet jouxte la rue de la croix Dupille, l'une des rues principales du village, tandis que la façade méridionale donne sur la place de la Mairie, qui se présente comme une pelouse avec des allées ombragées. La façade occidentale n'est que peu exposée aux regards. Elle donne sur un petit parvis, délimitée par le presbytère et la bibliothèque municipale, construites en enfilade avec la mairie, ainsi que par une propriété privée. L'on peut faire le tour de l'édifice grâce à l'étroit passage du Choléra, ancienne fosse commune qui longe l'élévation septentrionale et rejoint la rue de la croix Dupille. Avec un peu de recul, l'élévation septentrionale est également visible depuis la rue Vieille de Pont.

## Historique

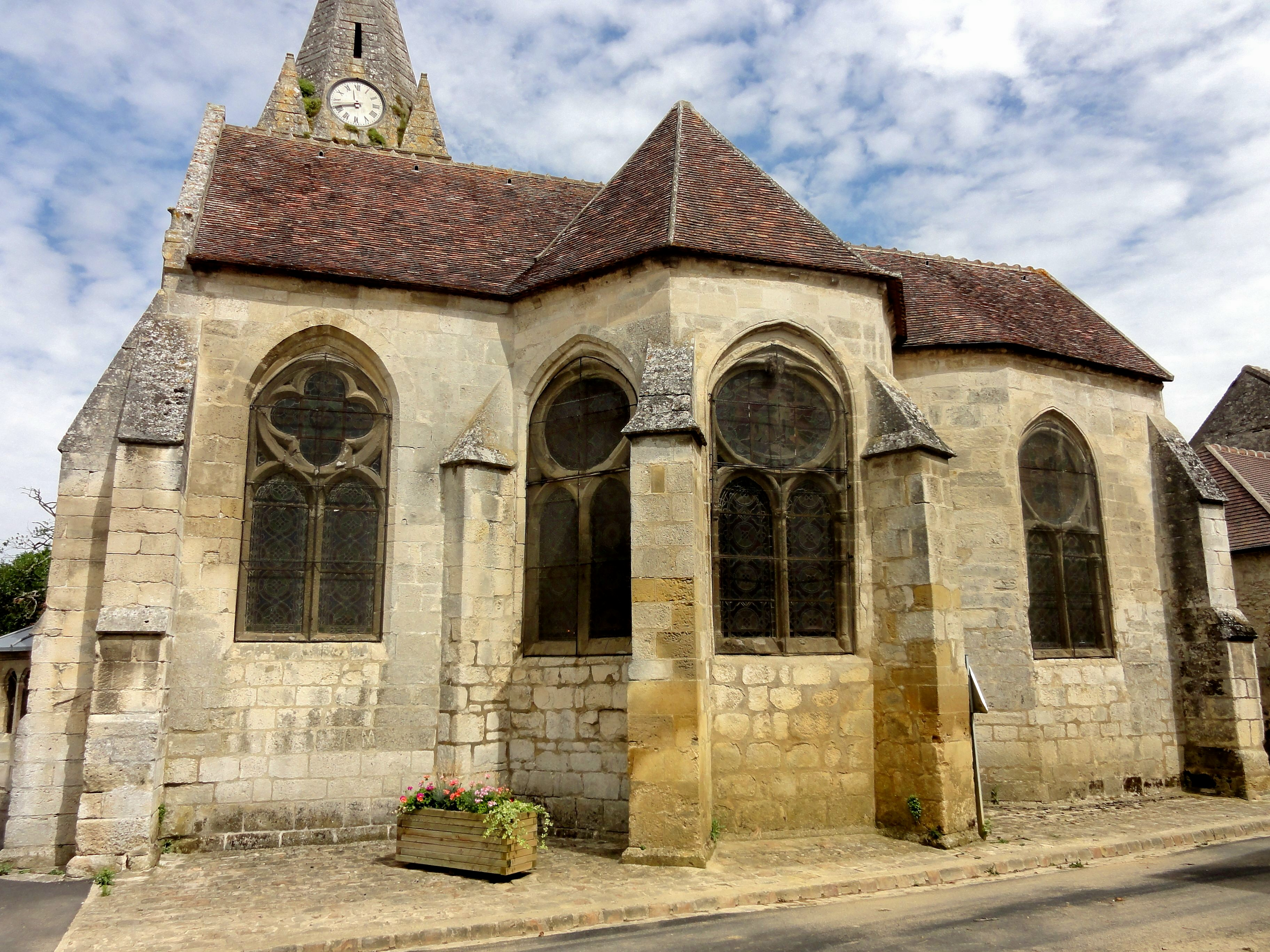
Vue du chevet.

Sous l'Ancien Régime, la seigneurie et la cure de Villers-Saint-Frambourg appartiennent au chapitre de la collégiale Saint-Frambourg de Senlis, dont témoigne toujours le nom du village. Le patron de l'église est toutefois le premier évêque de Noyon et évangélisateur, saint Médard (456-545). La première église de style roman est bâtie au moment de l'érection du village en paroisse. N'en subsiste que son clocher, intégré dans les constructions ultérieures. La base du clocher devait se situer à l'intersection de la nef et du chœur, comme c'est le cas de la majeure partie des petites églises rurales de l'Oise et du Vexin français à la période romane. Cette disposition se reflète encore dans l'absence d'arcades dans les murs latéraux, au nord et au sud : il n'y avait pas de transept. Les auteurs s'accordent pour dire que le clocher date de la seconde moitié du XIIe siècle. Dominique Vermand, qui fait autorité en le domaine, date l'étage de beffroi et la flèche en pierre clairement des années 1170 / 1180. Cette pyramide appartient à la grande famille de flèches octogonales flanquées de pyramidons d'angle du Valois, et dont l'exemple le plus ancien est celle de l'église Saint-Vaast de Saint-Vaast-de-Longmont, datant de 1120 environ,,,.

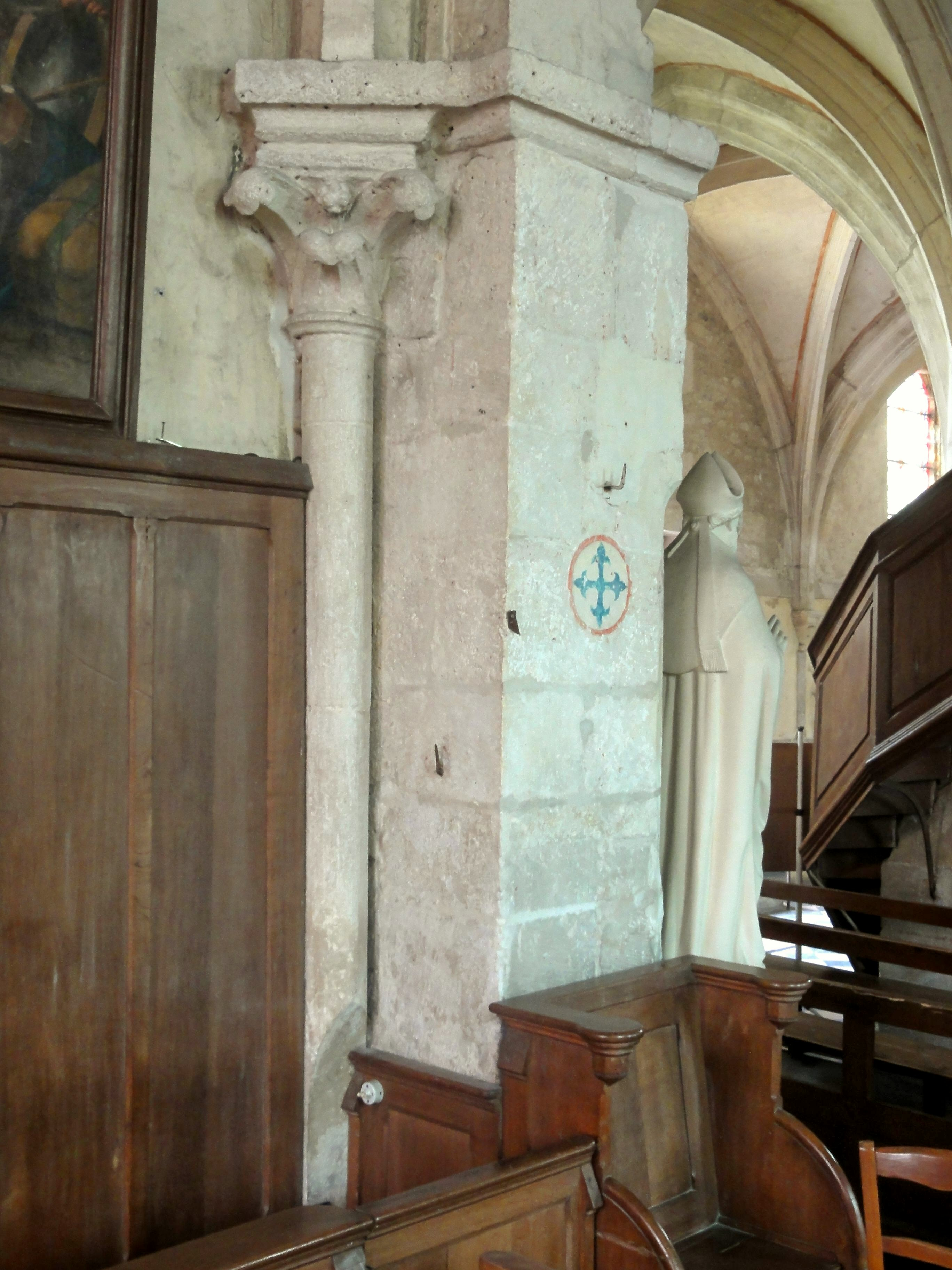
Colonnette à chapiteau au sud-ouest de la 1re travée du chœur ; à remarquer la croix de consécration.

À partir du milieu du XIIIe siècle, le chœur est reconstruit successivement selon un plan plus vaste, comportant deux travées et deux chapelles latérales d'également deux travées. La première partie construite est le vaisseau central, composé d'une partie droite au nord de la base du clocher et d'une abside : ce vaisseau a pu coexister pendant quelques décennies avec le chœur primitif au sud. Toujours dans la seconde moitié du XIIIe siècle, une grande chapelle de deux travées est élevée au nord du vaisseau central, dont elle atteint pratiquement la même longueur. Pour  Jean-Pierre Trombetta et Dominique Vermand, cette chapelle appartient encore au XIIIe siècle, alors que pour Raymond Poussard, le chœur serait dans son ensemble une œuvre du XIVe siècle. Son étude est effectivement compliquée par les réparations du XVIe siècle, quand tous les doubleaux (sauf un) et une partie des voûtes sont refaites, ainsi que par la grande homogénéité du chevet et du remplage des fenêtres. Comme le souligne Dominique Vermand, des ruptures sont toutefois visibles dans l'appareil et prouvent que tout n'a pas été bâti en même temps. La sculpture de l'un des chapiteaux de la chapelle nord fait preuve d'une évolution stylistique par rapport au vaisseau central, avec abandon du motif des feuilles recourbées en crochets ou de feuilles de chêne simplifiées (celui à gauche du chevet), alors qu'un autre chapiteau est la réplique d'un chapiteau de l'abside. Comme l'indique J.P. Glaçon qui a rédigé une notice sur l'église (s.l., s.d.), le profil des nervures des voûtes parle ici en faveur du début du XIVe siècle, mais il pourrait s'agir d'une réfection. Dans une troisième campagne à la limite du XIIIe siècle et du XIVe siècle, ou au XIVe siècle selon les auteurs, le chœur roman est remplacé à son tour par une chapelle de deux petites travées, à l'angle entre la base du clocher à l'ouest et le nouveau chœur au nord. Son architecture est particulièrement élégante. Les meneaux de sa fenêtre orientale, la seule à posséder un remplage, sont prismatiques et dépourvus de chapiteaux, ce qui indique normalement une construction plus tardive comme l'observe Dominique Vermand. Or, la baie voisine de l'abside présente les mêmes caractéristiques, ce qui permet également de penser que les deux baies ont été refaites en même temps, bien après la date de construction. Seulement deux chapiteaux subsistent dans la chapelle sud, et sachant que les voûtes ont été partiellement refaites au XVIe siècle, les éléments permettant une datation y sont bien minces,,,.
La nef a été entièrement reconstruite au XVIe siècle, période pendant laquelle des réparations modifiant la modénature mais pas la structure sont apportées aux parties orientales, comme déjà signalé. Les anciennes arcades et doubleaux sont tous remplacés par des arcades très simples, sans chapiteaux ni moulures, qui se composent d'un rang de claveaux aux arêtes chanfreinées. La voûte de la première travée du chœur est remplacée par une nouvelle voûte du même type que celles de la nef. Les autres voûtes sont partiellement reprises mais ne changent guère d'apparence. Une grande partie des colonnettes à chapiteaux recevant la retombée des ogives sont conservées (et même toutes sauf une dans le vaisseau central), et le remplage d'origine des fenêtres est également conservé. Si le style gothique flamboyant de la première moitié du XVIe siècle n'a donc pas laissé son empreinte dans les parties orientales, il en va autrement dans la nef, dont les grandes arcades du sud montrent un profil prismatique et pénètrent dans les piliers ondulés. Les clés de voûte des bas-côtés sont petites, mais pendantes. Les grandes arcades du nord affichent curieusement un style Renaissance, ce qui peut s'expliquer par une période de construction à cheval entre les deux périodes stylistiques, car Dominique Vermand n'évoque pas une reprise en sous-œuvre ultérieure. Les deux portails montrent une sculpture de faible relief et fortement stylisée, propre au Classicisme, et les enroulements de part et d'autre des niches au-dessus du portail méridional sont d'influence baroque ; ils ont dû être aménagés postérieurement à l'achèvement de la nef, au début du XVIIe siècle. Depuis le début du XVIe siècle, l'église n'a plus fait l'objet de remaniements ou modifications, exception faite de l'ajout d'une sacristie en 1867,,,.
L'église est classée au titre des monuments historiques en totalité par arrêté du 12 juillet 2004. Le chœur et le clocher avaient déjà été classés en 1913. C'est un édifice d'une grande qualité architecturale, bien mis en valeur par une restauration et un entretien soignés. Le dernier curé de la paroisse a été le père Joseph Kuchcinski (30 janvier 1922 - 12 février 2014). Installé au début des années 1960, il prend sa retraite en 1996, et la paroisse de Villers-Saint-Frambourg est officiellement rattachée à la paroisse Saint-Rieul de Senlis. Le père Kuchcinski continue néanmoins d'habiter le presbytère, et en dépit de son grand âge, il célèbre une messe tous les jours sauf le lundi, dont la messe dominicale anticipée dans l'un des cinq autres villages de l'ancienne paroisse : Brasseuse, Ognon, Villeneuve-sur-Verberie, avec ses hameaux d'Yvillers et Noël-Saint-Martin. La mort du père Kuchcinski le 12 février 2014 met un terme définitif à l'existence de l'une des dernières petites paroisses rurales de l'Oise, et il n'y a désormais plus que la messe dominicale célébrée à tour de rôle dans l'une des quatre communes de la communauté de Villers-Saint-Frambourg.

## Description

### Aperçu général

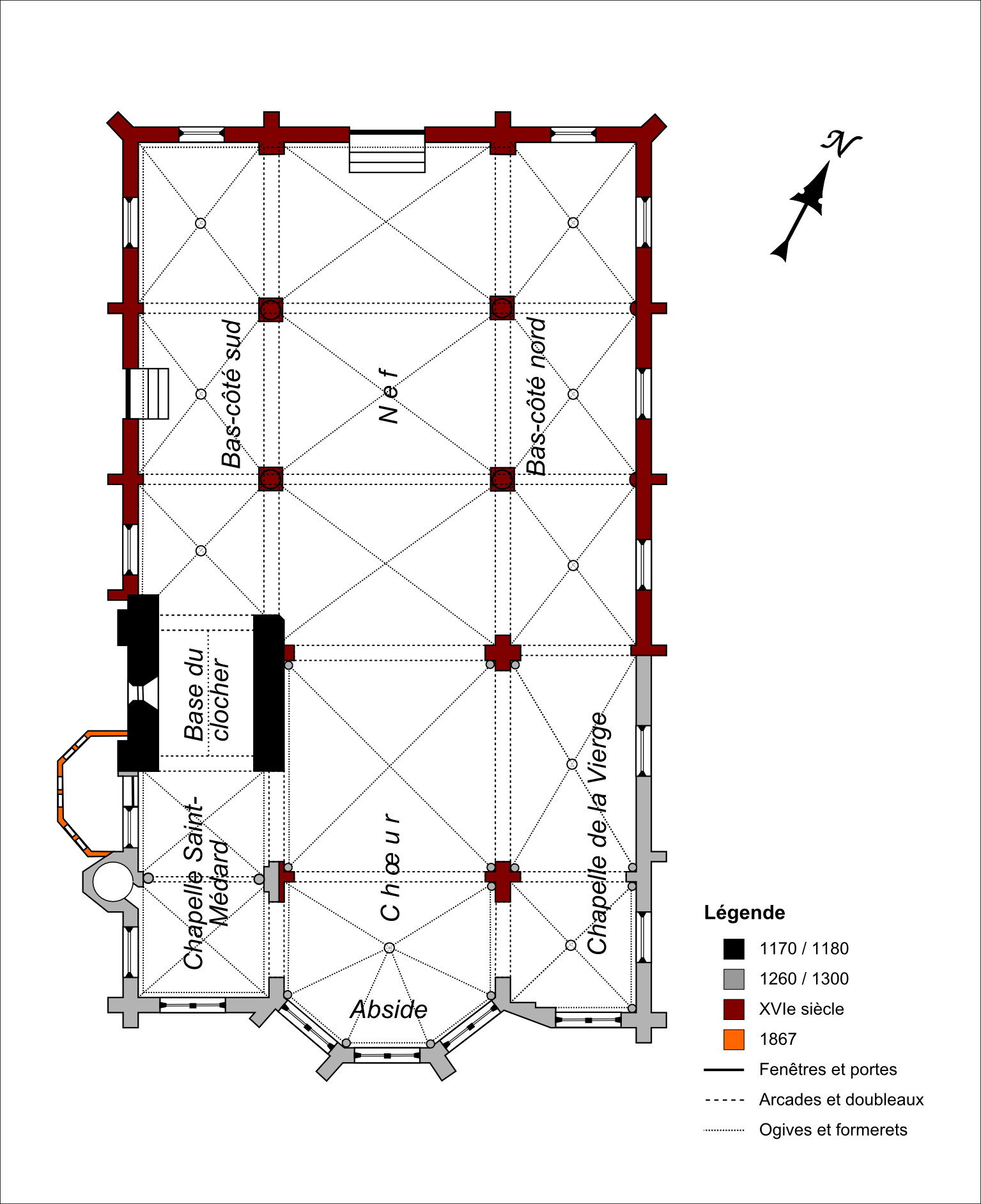
Plan schématique de l'église.

L'église est orientée irrégulièrement sud-sud-est - nord-nord-ouest, c'est-à-dire qu'elle se rapproche davantage d'une orientation nord-sud que de l'orientation liturgique traditionnelle est-ouest. Pour plus de clarté, la description fera toutefois référence à cette dernière, et se basera sur une orientation du chevet vers l'est et de la façade principale de la nef vers l'ouest. L'édifice se compose d'une nef de trois travées barlongues mais seulement un peu plus larges que longues ; de deux bas-côtés dont les travées sont en conséquence plus longues que larges (et non carrées comme dans les églises gothiques) ; d'un chœur de même largeur que la nef, avec une grande travée plus longue que large et une seconde travée comportant une partie droite et une abside à pans coupés ; d'une base de clocher à l'angle entre bas-côté sud et première travée du chœur ; d'une chapelle sud dans le prolongement de la base du clocher vers l'est, soit au sud du chœur ; et d'une chapelle au nord du chœur. Les deux chapelles se terminent par un chevet plat. Toutes les travées sont voûtées d'ogives, sauf la base du clocher, qui est voûtée en berceau. — La base du clocher empiète légèrement sur le bas-côté sud. Sa présence rend les deux travées de la chapelle sud, dédiée à saint Médard, patron de la paroisse, plus courtes que celles de la chapelle nord, dédiée à la Vierge. La base du clocher ne communique pas avec la première travée du chœur, mais seulement avec le bas-côté sud et la chapelle Saint-Médard. Deux étroites arcades relient chacune des travées de la chapelle Saint-Médard au chœur, l'une à la première travée et l'autre à la partie droite de la seconde travée. Ainsi, au sud de la première travée, l'on trouve un mur nu qui correspond à la base du clocher et une étroite arcade. Au nord de la première travée, l'on trouve par contre une grande arcade largement ouverte vers la première travée de la chapelle de la Vierge. Cette première travée de la chapelle est donc aussi longue que la première travée du chœur. La seconde travée est plus courte et correspond à peu près aux travées de la chapelle nord. De ce fait, la communication est établie par une étroite arcade, tout comme du côté sud. L'église possède deux portails, l'un dans la façade occidentale, l'autre dans la seconde travée du bas-côté sud. Reste à mentionner la petite sacristie, accolée devant une partie de la base du clocher et une partie de la chapelle sud. D'un style néogothique assez discret, elle et ne dispose pas d'accès depuis l'extérieur. À sa droite en regardant l'élévation méridionale de l'église, se dresse une courte tourelle d'escalier, permettant de monter aux combles,,,.

### Extérieur

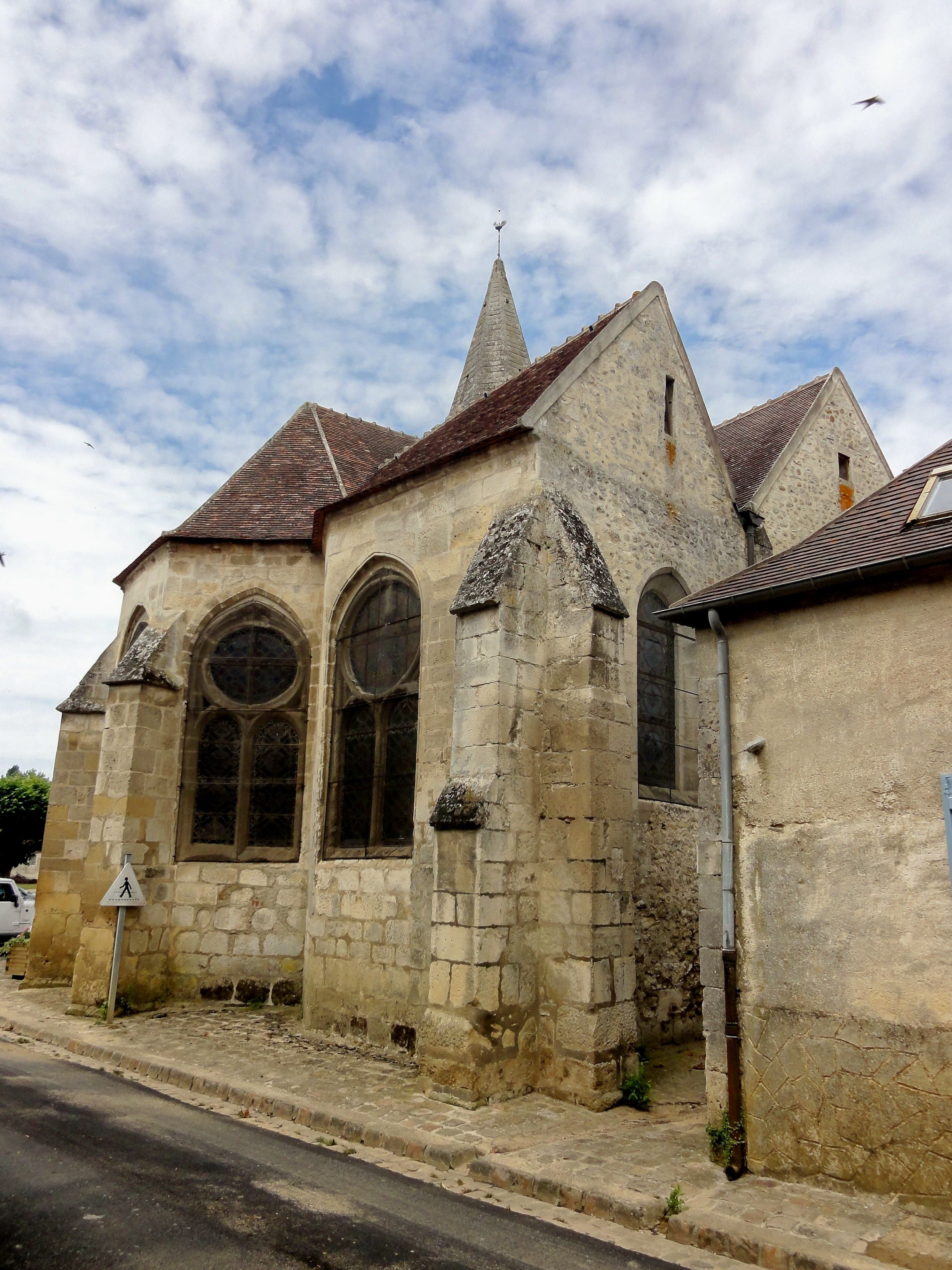
Chevet, côté nord-est.

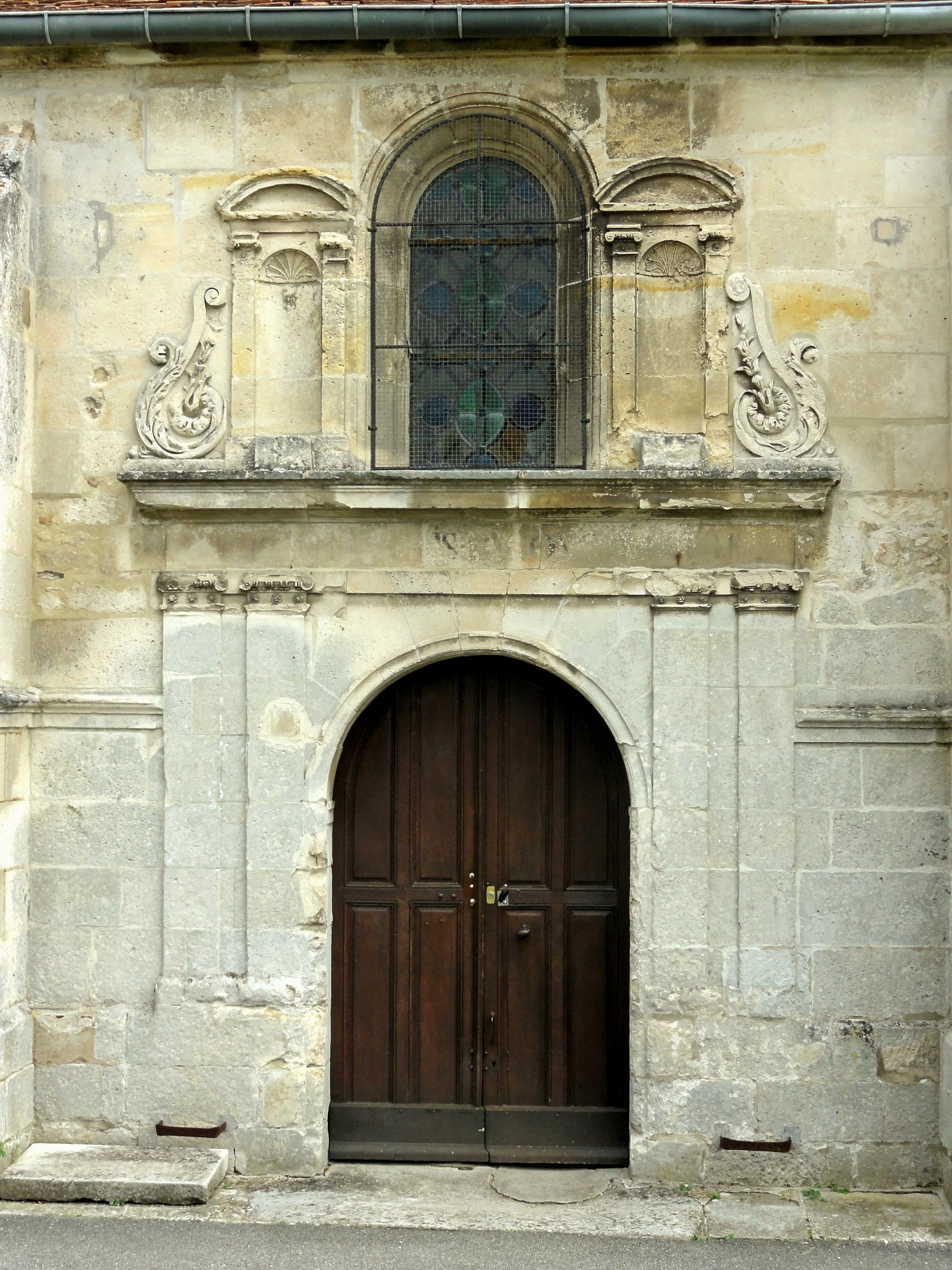
Portail méridional.

Bien que cinq à six campagnes de construction peuvent être distinguées, sans compter celle de la sacristie, l'on n'aperçoit que trois complexes différents en approchant de l'église : le chœur, le clocher et la nef avec ses bas-côtés, couvertes ensemble par une seule et vaste toiture à deux rampants dont le faîtage atteint le sommet de l'étage de beffroi du clocher. Puisque le nouveau chœur n'a pas été construit dans l'axe de la base du clocher, ce dernier reste toutefois bien visible depuis la place de la Mairie. Ses deux premiers niveaux sont épaulés par des contreforts presque plats, qui ne montrent qu'un seul ressaut en début du premier étage, et qui se terminent par de courts glacis. Le rez-de-chaussée est éclairée par une petite baie plein cintre, et il est construit de moellons régulièrement taillés, alors que le reste est bâti en pierre de taille. Un fruit peu prononcé s'observe entre le rez-de-chaussée est le premier étage, qui n'est percé que d'une haute et étroite meurtrière. Une moulure torique sert d'appui aux baies plein cintre de l'étage de beffroi, qui occupent initialement presque toute sa hauteur, mais qui sont bouchées jusqu'à mi-hauteur. Au nombre de deux par face, les baies abat-son s'inscrivent dans de doubles archivoltes toriques, décorées d'un bandeau en forme de sourcil et retombant sur des colonnettes à chapiteaux. Entre deux archivoltes, une seule colonne prend la place de deux colonnettes. Toutes ces colonnes et colonnettes sont appareillées, et leurs chapiteaux de feuillages sont pratiquement identiques. Les baies proprement dites prennent du recul par rapport aux colonnettes intérieures et sont donc beaucoup plus étroites. Les angles du clocher ne sont pas décorées ; ils sont seulement garnis de la tablette continue qui sert d'appui aux bandeaux et de tailloirs aux archivoltes supérieures. Contrairement à ce qui a été affirmé par d'autres auteurs, Dominique Vermand souligne que la pyramide et ses quatre pyramidons d'angle est bien contemporaine de l'étage de beffroi. Ils sont décorés d'écailles triangulaires en bas-relief. Quatre des huit faces de la flèche sont ajourées d'étroites ouvertures rectangulaires, et présentent à leur base un cadran d'horloge,,,.
Le chœur évoque extérieurement un chœur-halle selon un modèle répandu dans la moyenne vallée de l'Oise, la vallée du Thérain et leurs environs, avec un ensemble homogène formé par le chœur proprement dit et ses chapelles latérales, communiquant largement entre eux et voûtés à la même hauteur. En effet, les deux petites chapelles du sud possèdent un pignon commun, et les parties orientales semblent couvertes ensemble par un toit à deux rampants, devant lequel le toit à croupes de l'abside fait saillie. En réalité, il n'en est pas ainsi, puisque les deux travées de la chapelle sud et la seconde travée de la chapelle du nord ne sont reliées au chœur que par des étroites arcades. En outre, la disposition des toitures est différente côté nord, où les deux travées de la chapelle de la Vierge possèdent chacune leur propre pignon, et sont donc recouvertes par des toits en bâtière perpendiculaires à l'axe de l'édifice. En dépit de leur homogénéité apparente, les trois parties du complexe oriental ne manquent pas de petites différences. Les contreforts de l'abside se terminent par un long glacis, dont la partie inférieure forme larmier. Ils ne possèdent pas de larmier intermédiaire comme c'est le cas des contreforts d'angle de la chapelle sud, où le larmier du glacis terminal n'est pas présent sur les flancs latérales. Quant à la chapelle nord, le glacis terminal de ses contreforts d'angle est le même qu'au sud, mais à mi-hauteur, l'on trouve un glacis formant larmier présent sur les trois flancs, au lieu d'un simple larmier. En plus, la base s'épaissit. Par ailleurs, le contrefort au sud de l'abside est encore visible, engagé dans le mur de la chapelle attenante, alors qu'au nord, il a été absorbé par l'autre chapelle, dont le chevet n'est pas entièrement droit, mais comporte une portion de mur biais près de l'abside. Sur toutes les parties, l'ornementation est quasiment absente ; l'on note que des vestiges de fleurons sur les bases du pignon du sud, et une corniche de corbeaux peu saillante sur l'abside. Les cinq fenêtres orientales sont en arc brisé et dotés d'un remplage des deux arcades brisés, surmontées d'un oculus rond, dans lequel s'inscrit un quatre-feuilles dans le cas de la baie du chevet de la chapelle sud. Les meneaux de cette baie sont dépourvus de chapiteaux, tout comme ceux de la baie voisine de l'abside, qui a été refaite. Les meneaux et oculi des autres baies ont en partie perdu leurs chapiteaux comme le montre leur disposition irrégulière. Au nord et au sud, les baies ne sont que des lancettes simples, sans remplage,,,.
Alors que les parties orientales et les étages du clocher sont entièrement bâtis en pierre de taille de Verneuil-en-Halatte, l'on s'est contenté de moellons irréguliers pour la nef et ses bas-côtés. La solidité est apportée par des chaînages verticaux à intervalles réguliers, qui ne tiennent pas compte de la subdivision en travées et de la position des contreforts. Sinon, des pierres de taille sont uniquement employées autour des ouvertures et pour les contreforts. L'extérieur de la nef et des bas-côtés est d'une grande sobriété et serait de faible intérêt, s'il n'y avait pas les deux portails qui ont bénéficié d'une décoration soignée, bien qu'épurée. Elle annonce déjà le style baroque. Les deux portails sont en plein cintre et à double vantail, sans tympan. Celui du sud est flanqué de deux paires de pilastres ioniques stylisés, qui supportent un entablement seulement esquissé. Il sert d'appui à une fenêtre en plein cintre, flanquée de deux petites niches dont la partie supérieure présente une coquille Saint-Jacques, et qui sont cantonnées également de pilastres doriques, supportant un fronton en arc de cercle. Des enroulements à gauche et à droite des niches complètent le décor et annoncent le style baroque. Le portail occidental n'est encadré que par deux pilastres semblables, et son entablement supporte trois au lieu de deux niches. Un oculus rond non décoré est percé dans le mur au-dessus. Hormis cette fenêtre, la nef est aveugle. Elle est éclairée indirectement par les grandes baies en plein cintre des bas-côtés, à savoir trois au nord, deux à l'ouest et deux au sud. La troisième travée est plus étroite que les autres côté sud, ce qui est imputable à la base du clocher,,,.

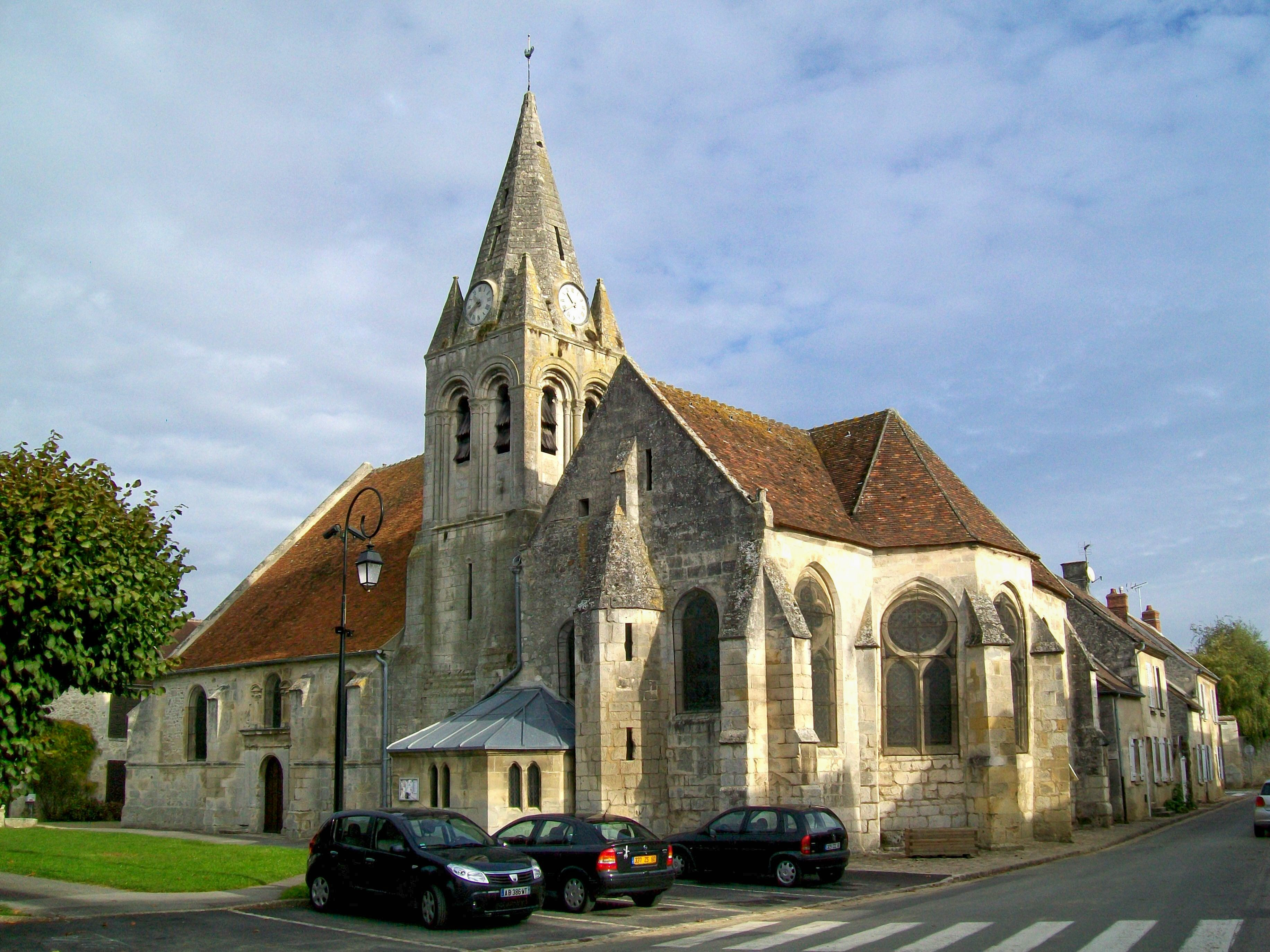
Vue d'ensemble.
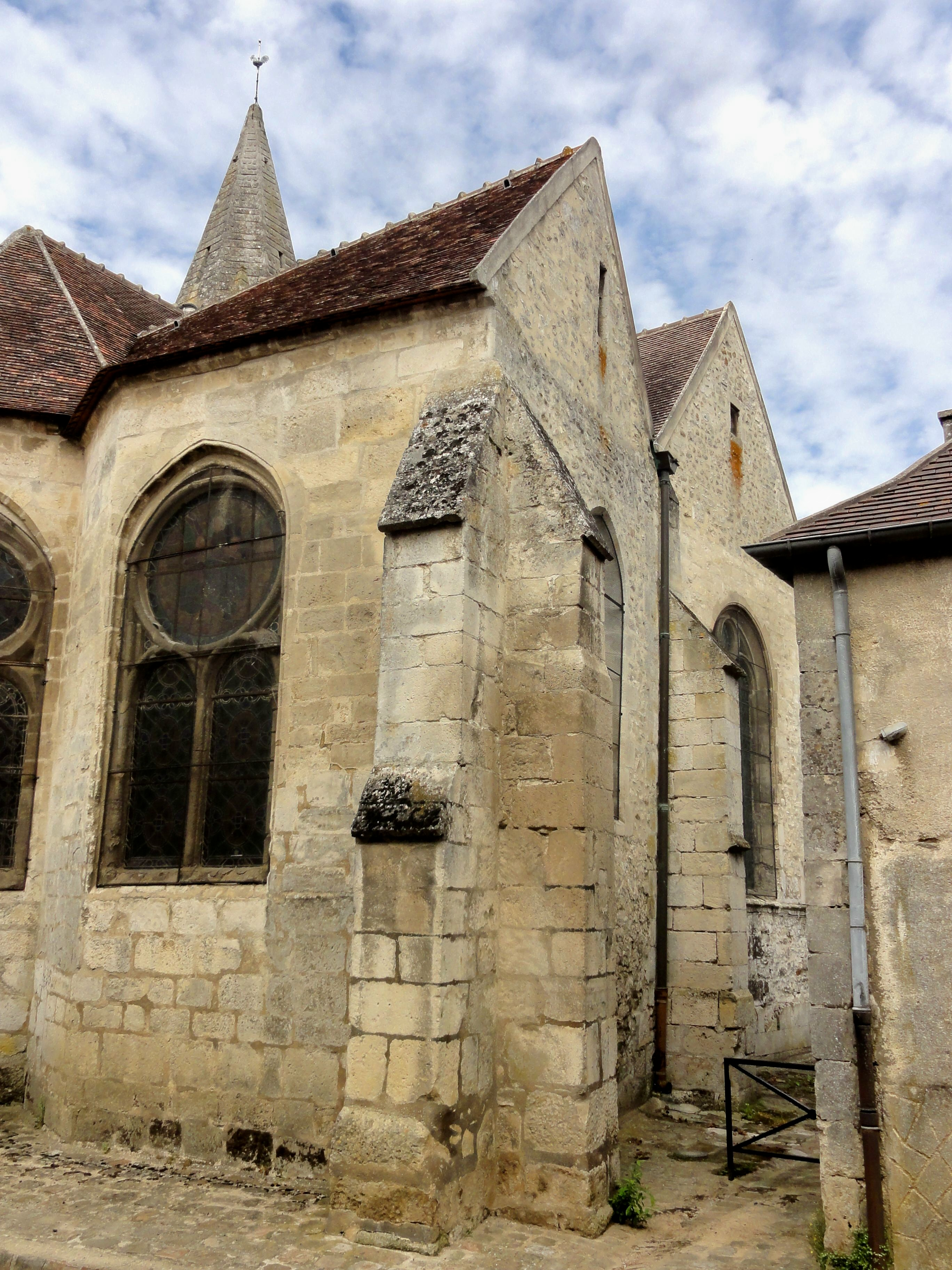
Chapelle nord.
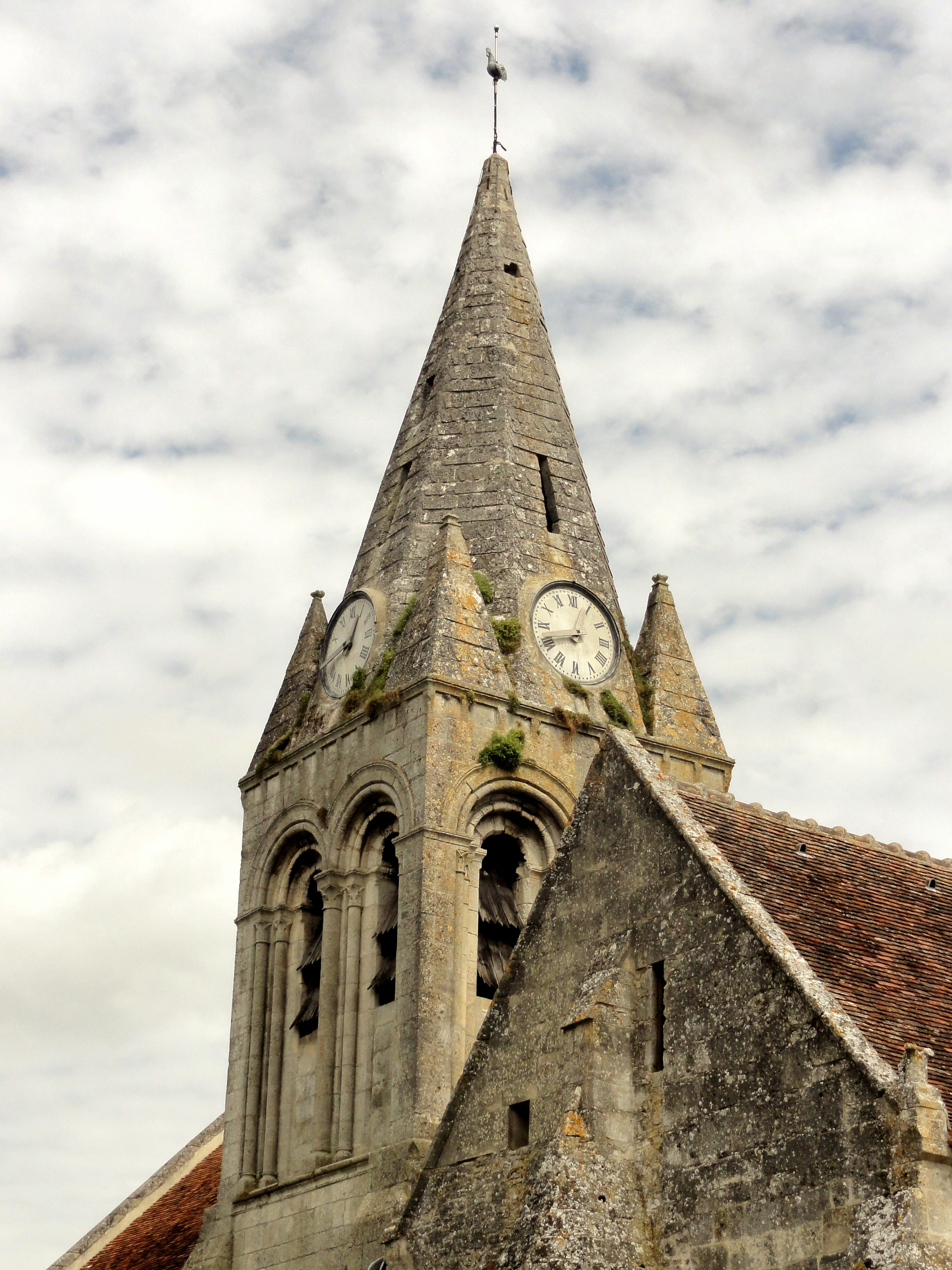
Clocher.
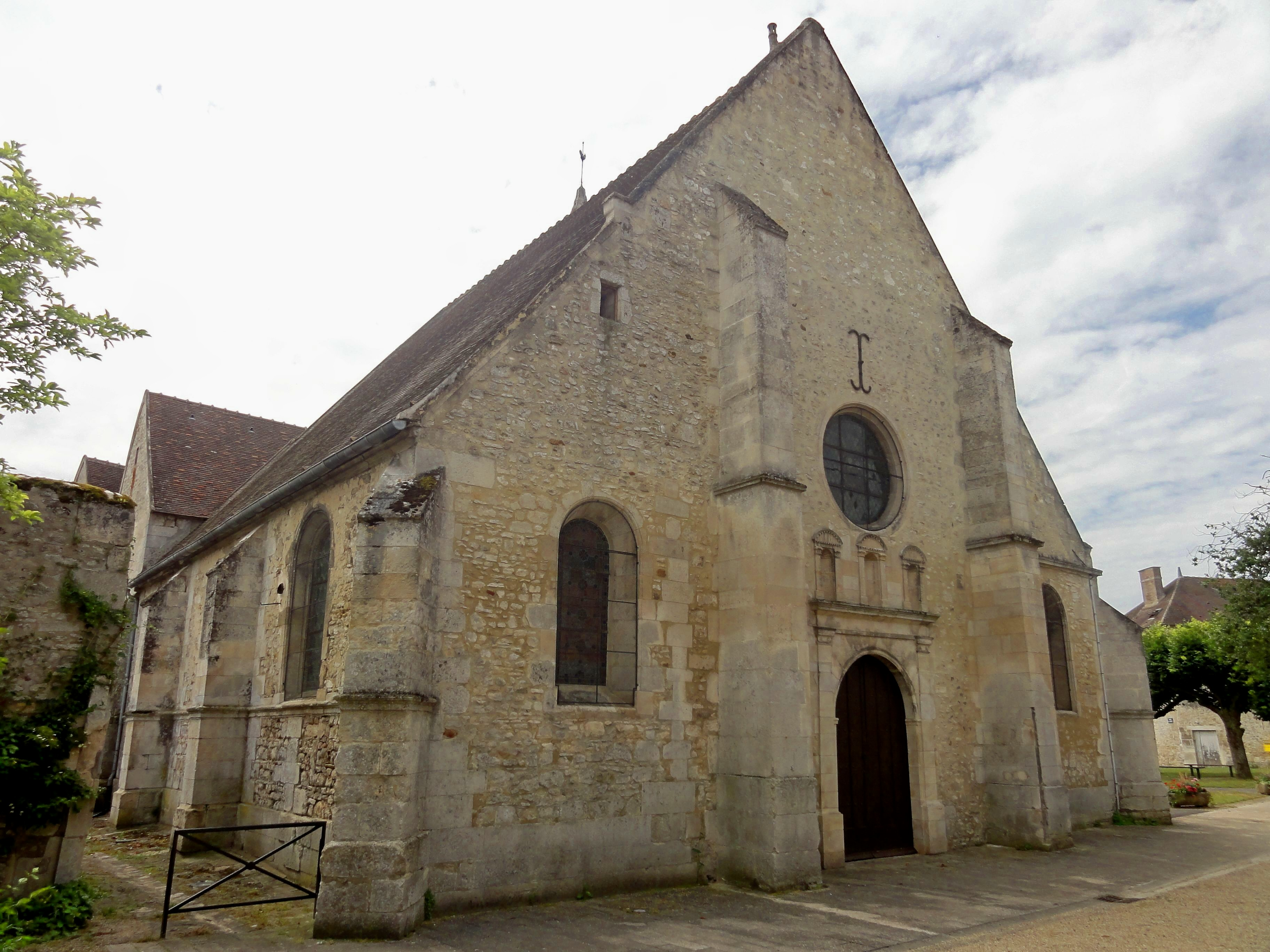
Façade occidentale.
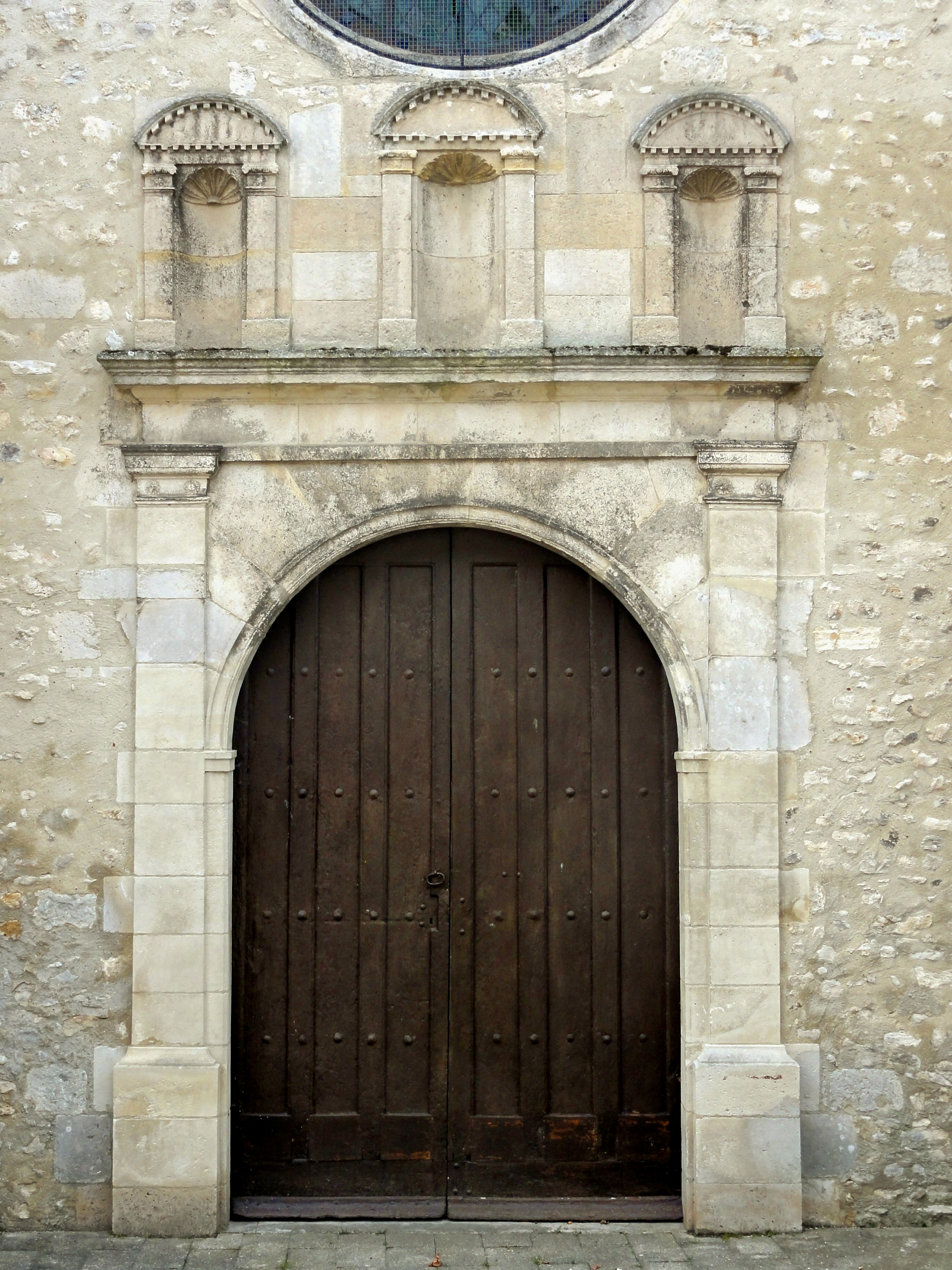
Portail occidental.
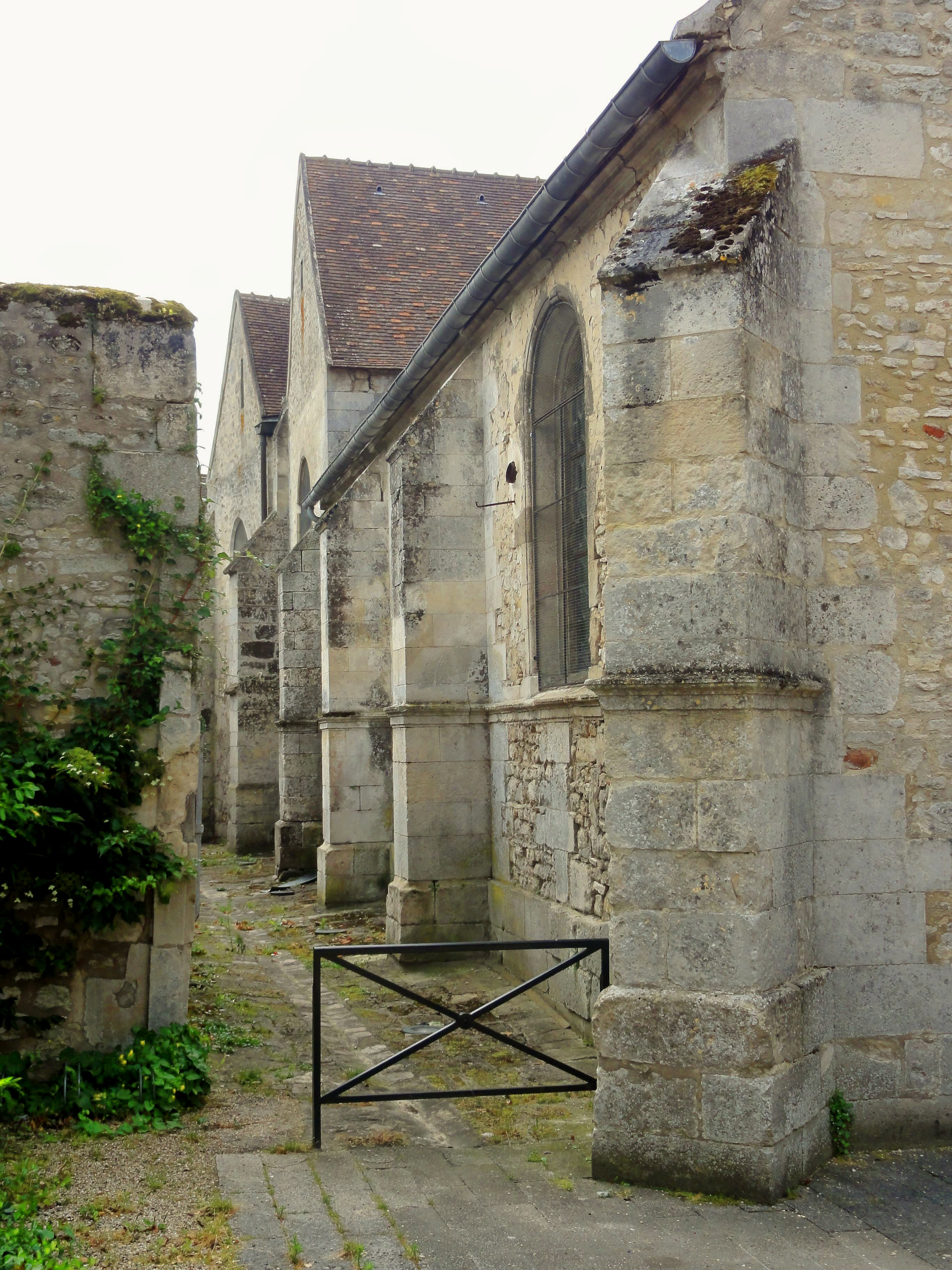
Passage du Choléra.

### Intérieur

#### Nef et bas-côtés

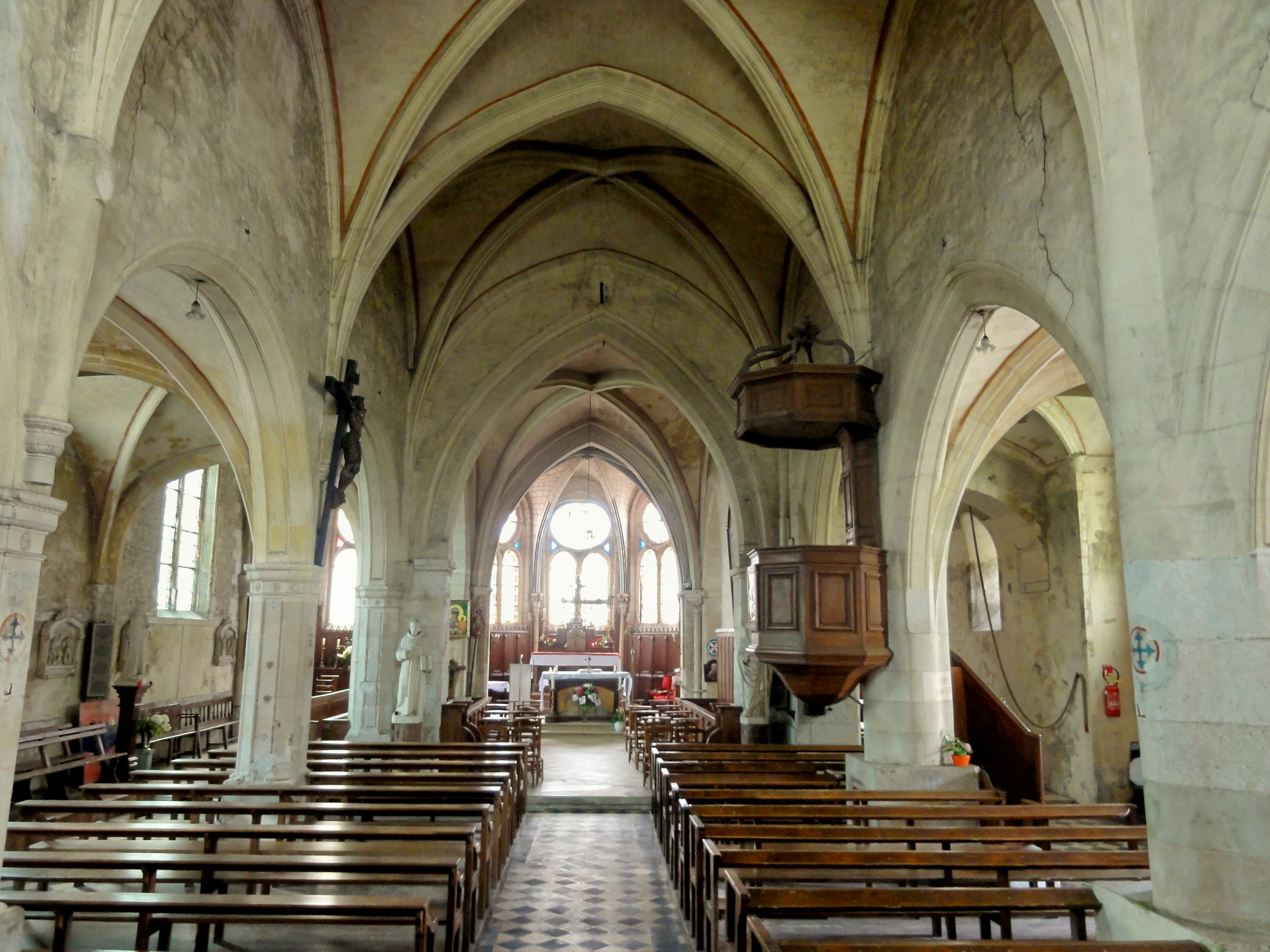
Vue générale intérieure.

Bien que ne composée que de trois travées, la nef est relativement spacieuse, grâce à la longueur de ses travées qui donnent en même temps une large ouverture aux grandes arcades ouvertes sur les bas-côtés. De ce fait, un espace intérieur unique et une bonne continuité visuelle avec le sanctuaire sont créés. La pierre est apparente partout à l'intérieur de l'église, couverte seulement d'une fiche couche de crépi là où des moellons ont été utilisés. Les voûtes de la nef sont en arc brisé, et dépourvues de clés de voûte. Les ogives et formerets accusent un profil prismatique, et avec les doubleaux, ils se fondent dans des ondulations le long du mur du sud, mais s'arrêtent en partie nets le long du mur du nord. Les grandes arcades sont en arc brisé au sud, mais en plein cintre au nord. Au sud, les ondulations pénètrent dans les piliers légèrement ondulés des grandes arcades, alors qu'au nord, elles ne sont pas établies en continuité avec les nervures et sont reçues par des culs-de-lampe différents, peu avant d'atteindre les tailloirs octogonaux des piliers également octogonaux. Les tailloirs sont décorés d'une frise de postes en haut et d'une frise de godrons en bas. Il n'y a pas de chapiteaux mais seulement des entablement ébauchées, arborant une petite rosace sur chacune des huit faces. Contre le mur du nord, les nervures des voûtes du bas-côtés retombent sur des culs-de-lampe, et contrairement à la nef, l'on trouve de petites clés de voûte pendantes. Ces mêmes clés de voûte, toutes légèrement différentes, apparaissent également dans le bas-côté sud. Contrairement au nord, les voûtes retombent sur de simples culots non décorés, mais sinon, la différence des piliers des grandes arcades est bien l'unique différence par rapport au nord. Toutes les fenêtres sont largement ébrasées. Bien que manquant d'éclairage direct, la nef n'est pas sombre, car la surface vitrée des bas-côtés et des parties orientales est relativement importante, et les murs sont d'un teint clair reflétant la lumière. Curieusement, les portails paraissent rectangulaires à l'intérieur. Trois marches descendent dans l'église depuis l'un et l'autre des portails, ce qui donne un peu plus de hauteur à la nef et aux bas-côtés qu'il ne paraît de l'extérieur. L'on trouve dans la nef une chaire sobre mais élégante sur le deuxième pilier isolé du sud, faisant face à un Christ en croix ; il n'y a plus de banc d'œuvre. Les fonts baptismaux se situent dans la première travée du bas-côté sud. Les bancs sont disposés de part et d'autre d'une allée centrale dans la nef, de sorte que leurs extrémités se trouvent dans les bas-côtés. Sinon, le mobilier se compose d'un chemin de croix en plâtre et d'un ensemble de statues du XIXe siècle également en plâtre,,,. Aucun élément du mobilier de l'église n'est classé ou inscrit monument historique au titre édifice ou au titre objet.

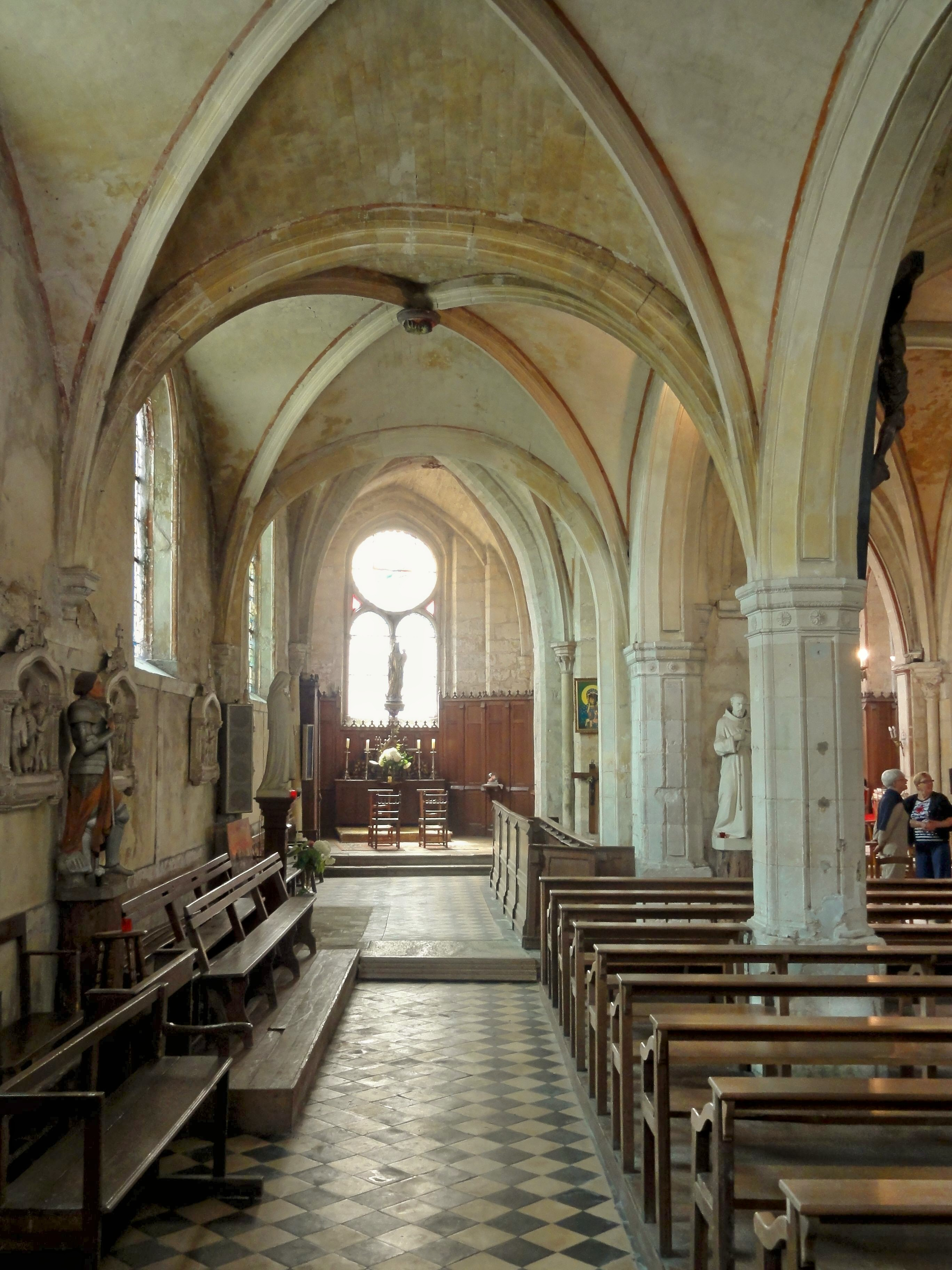
Bas-côté nord.
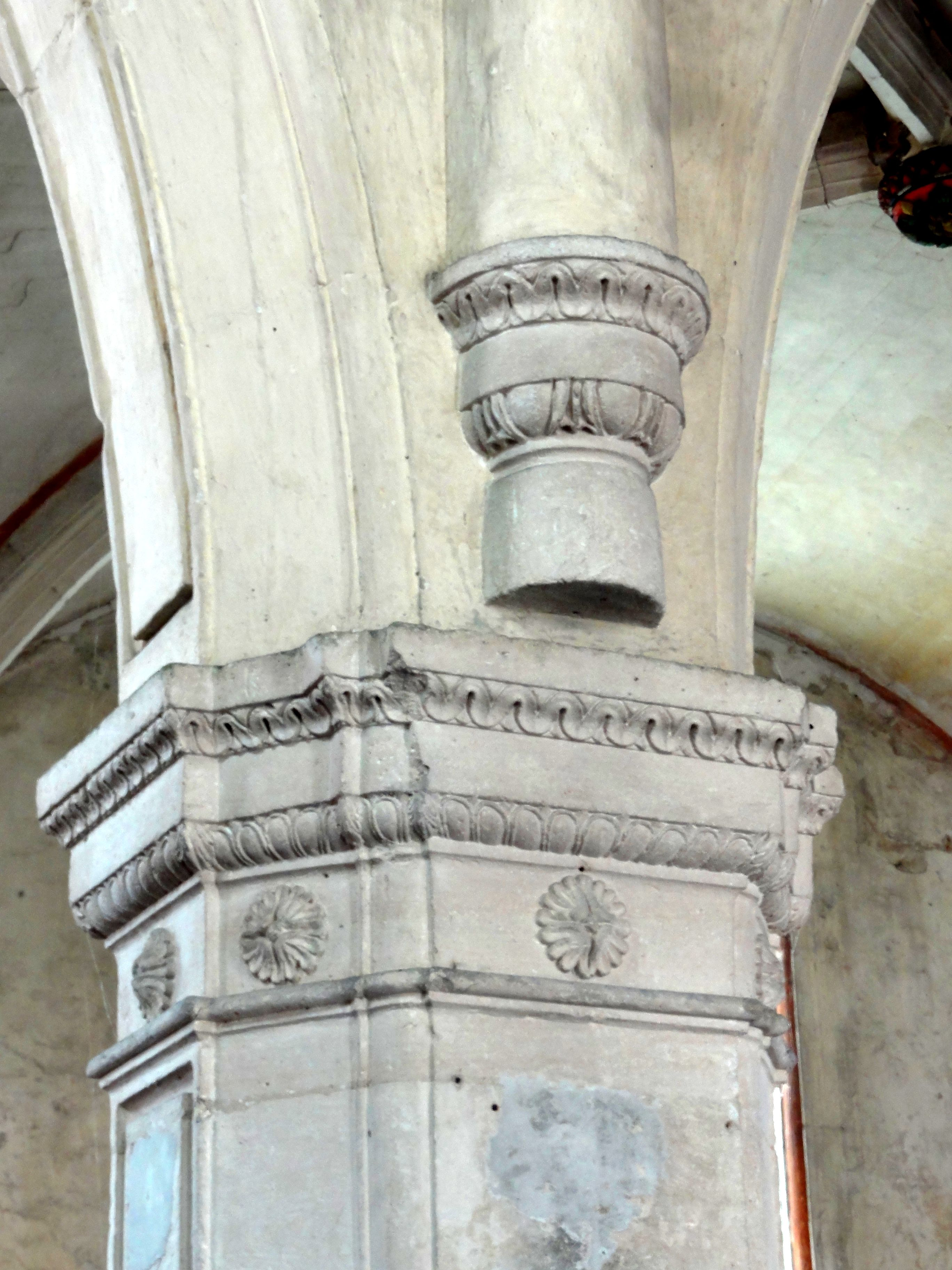
Pilier au nord.
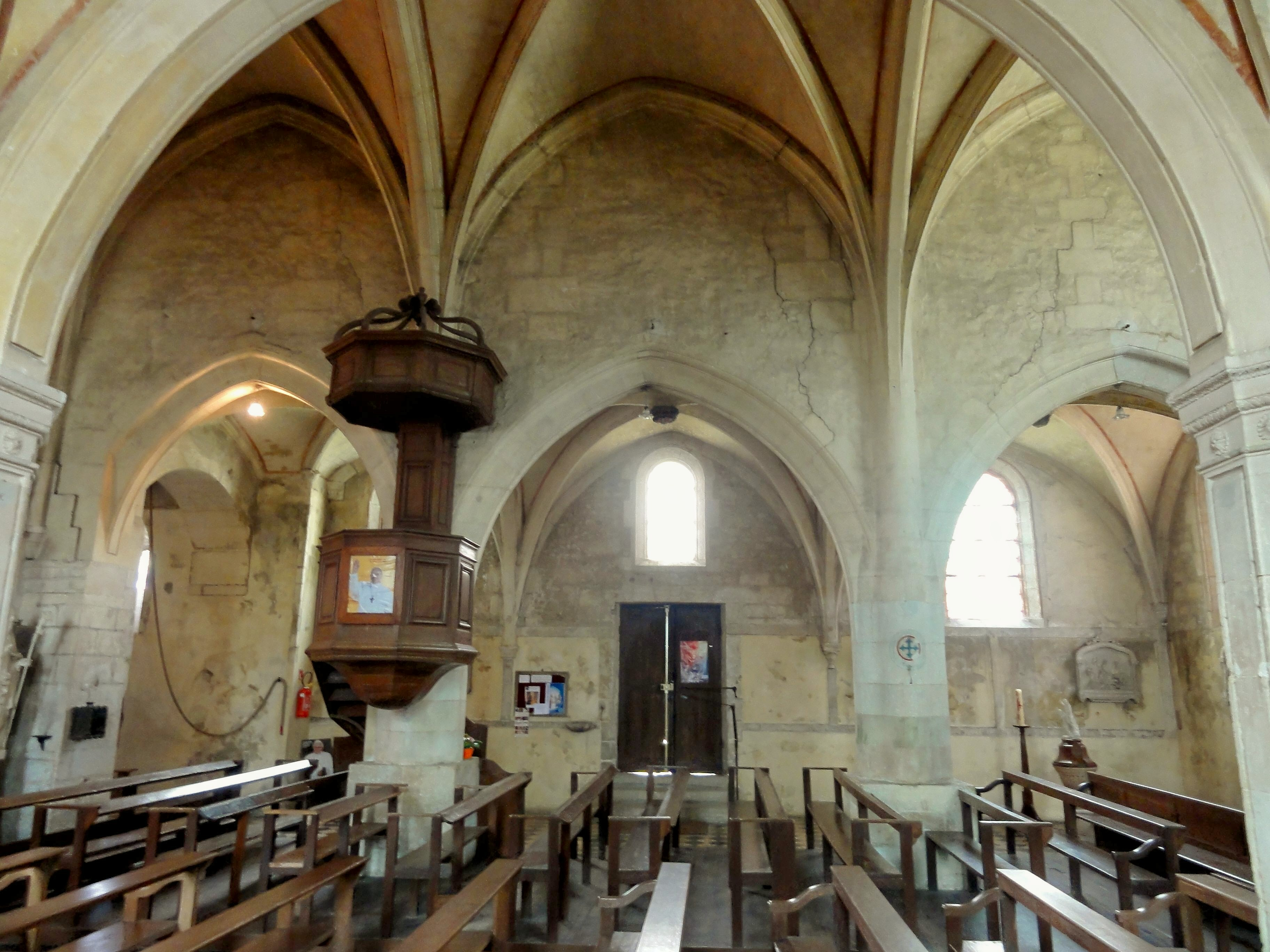
Élévation nord.
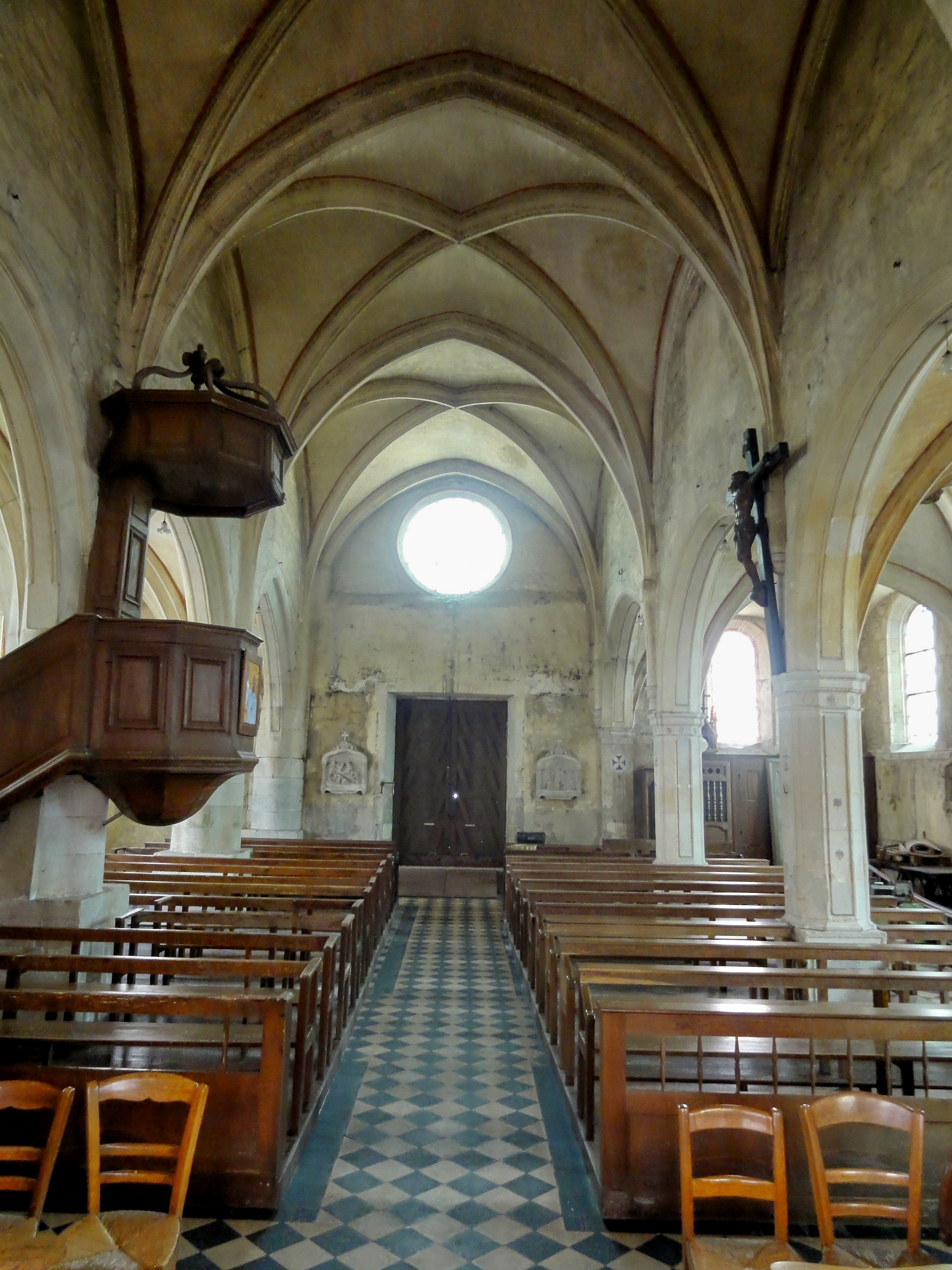
Nef, vue vers l'ouest.
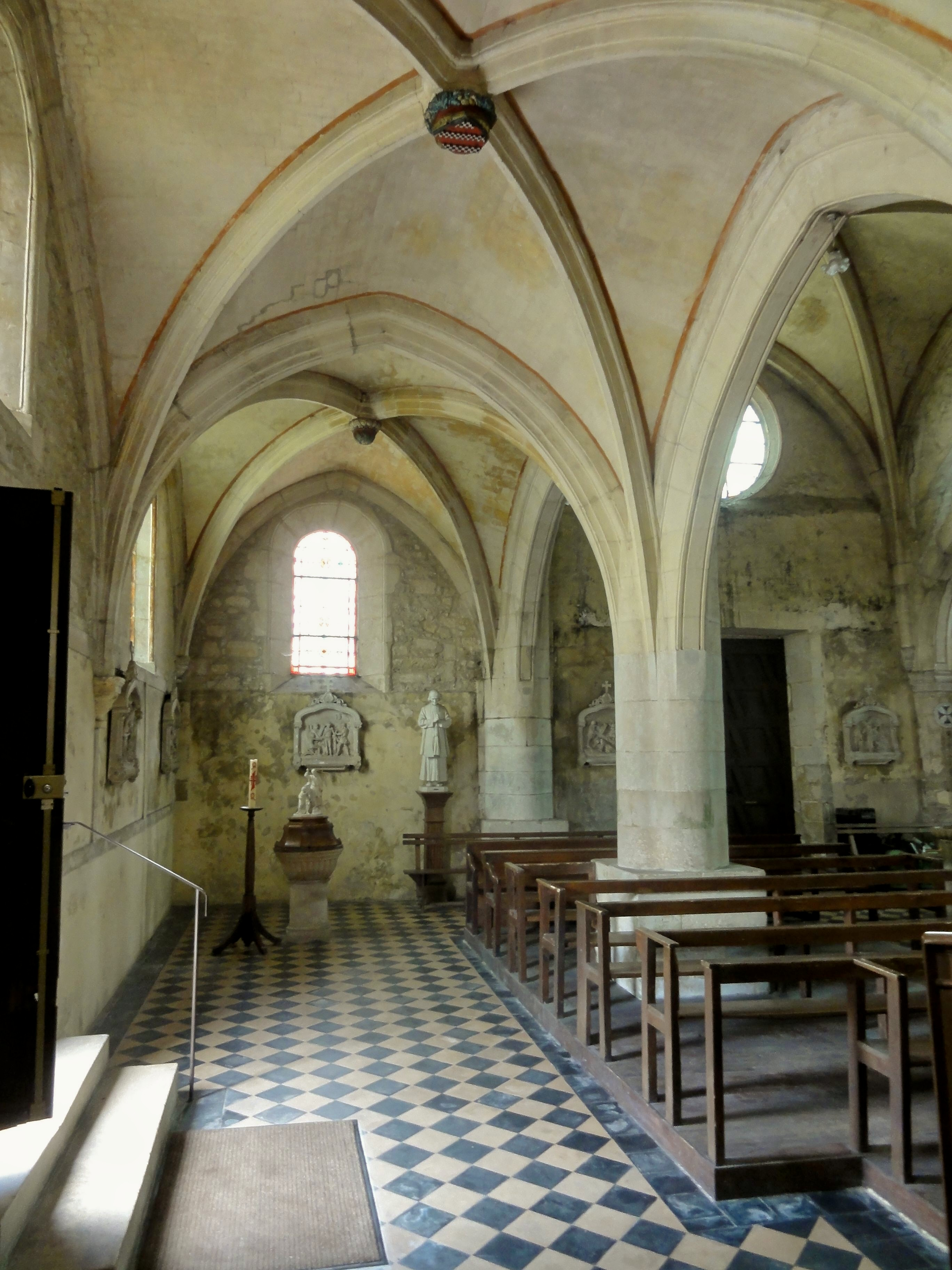
Bas-côté sud.
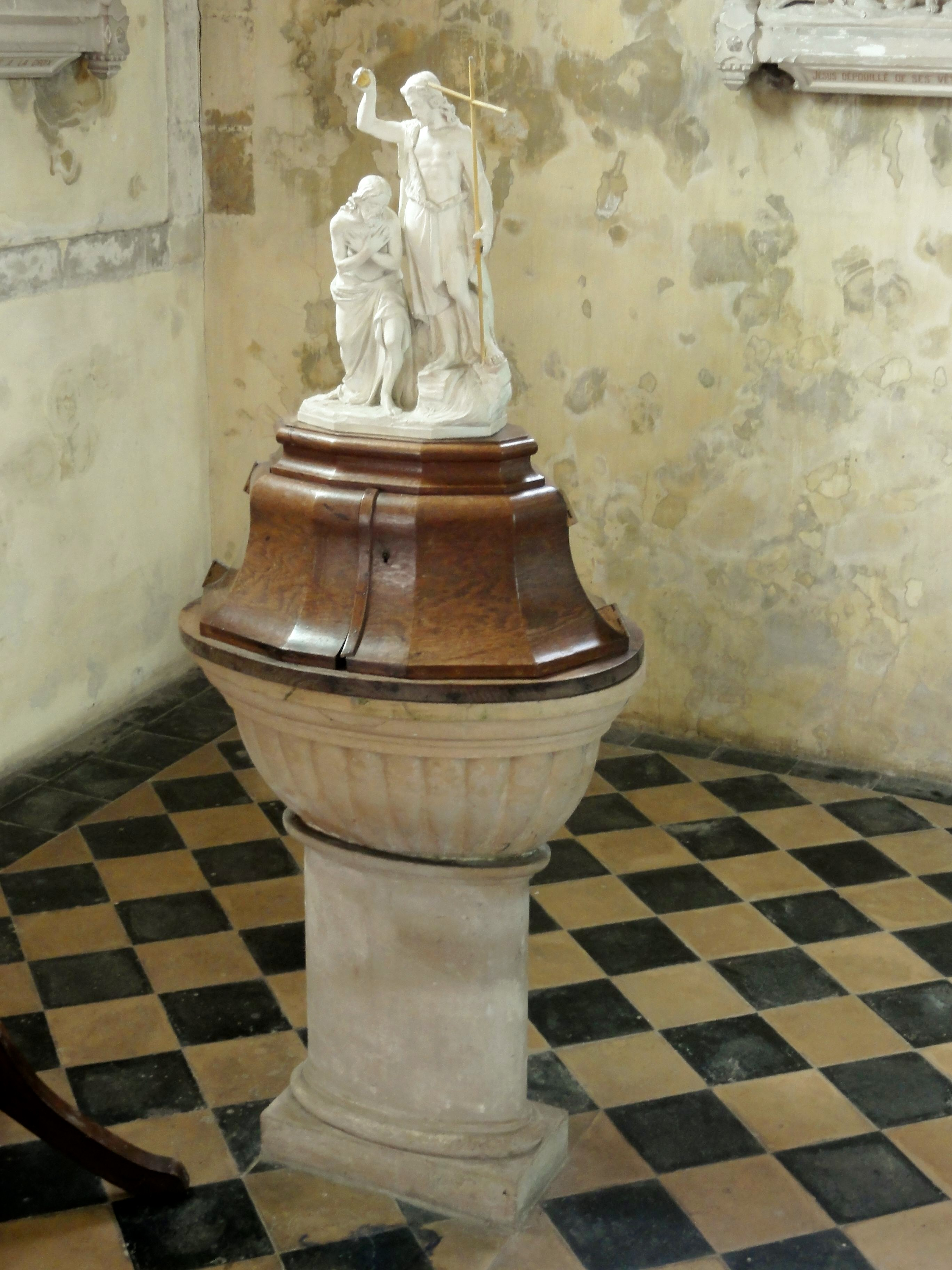
Fonts baptismaux.

#### Chœur

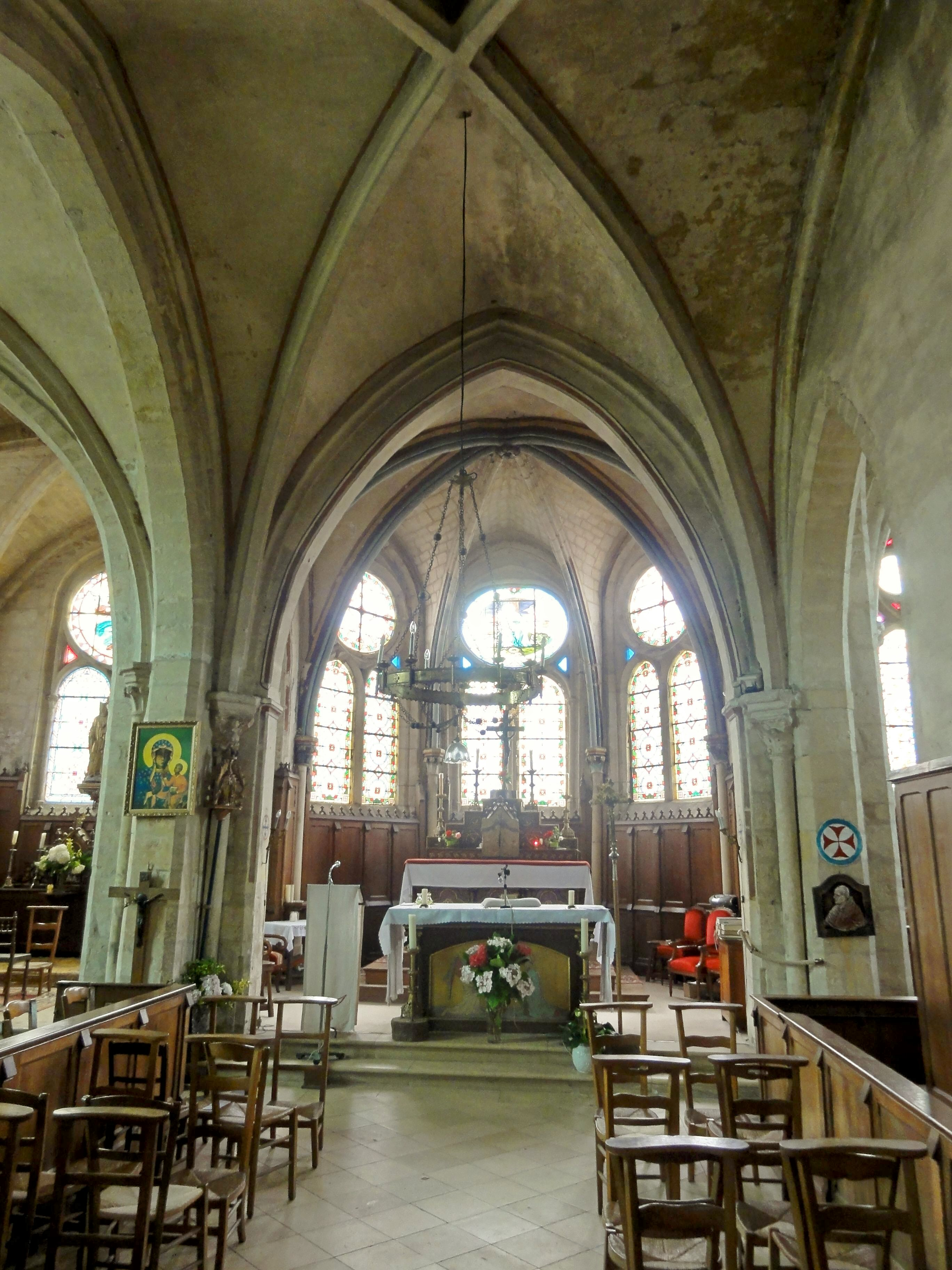
Chœur, vue vers l'est.

L'arc triomphal à l'est de la nef n'atteint pas la lunette des voûtes, ce qui indique que le chœur est voûté plus bas que la nef. Ses deux chapelles latérales dépassent en même temps en hauteur les bas-côtés de la nef. Les remaniements du XVIe siècle n'ont certes pas été favorables à l'esthétique du chœur, mais le maître d'œuvre de l'époque a le mérite d'avoir employé des arcades d'une facture simple et sans style particulier au lieu d'imposer le style de son époque, ce qui aurait entraîné une cohabitation étroite et disgracieuse d'éléments rayonnants et flamboyants. De même, une grande partie des supports des ogives a été conservée, si bien que les remaniements peuvent échapper au visiteur. La première travée droite du chœur est presque aussi longue que large, et constitue donc la travée la plus vaste de l'église, car ayant la même largeur que la nef. Elle fait penser en quelque sorte à une croisée du transept, bien que les dispositions soient différentes au nord et au sud. En tout cas, la travée est le point d'articulation entre la nef, le sanctuaire, et les deux chapelles. À l'instar des croisées du transept traditionnellement, la première travée du chœur est flanquée de stalles, à raison de deux rangs au nord (dans la première travée de la chapelle nord) et d'un seul rang au sud, contre le mur de la base du clocher. Un grand tableau peint à l'huile sur toile et représentant l'Ascension de Jésus Christ fait oublier sa nudité. Les deux arcades en tiers-point vers l'abside et vers la première travée de la chapelle nord épousent le profil de la voûte. Cette voûte est extrêmement bombée, et paraît plus haute que ne le sont les colonnettes à chapiteaux sur lesquels retombent les ogives, de profil carré atypique pour la période de construction. Les colonnettes sont logées dans les angles de piliers au noyau cruciforme qui délimitent la première travée du chœur. Leurs chapiteaux sont tous sculptés de crochets et de feuillages,,,.
Il en va de même de la plupart des chapiteaux de la seconde travée du chœur, sauf un, qui présente uniquement des feuilles de chêne. Tous les chapiteaux du chœur ont bénéficié d'un décor polychrome, qui semble subsister d'origine dans la première travée où il est presque effacé, et qui a été refait dans la seconde travée. Les arcades autour de cette travée et ses ogives, de profil torique piriforme, ont fait l'objet du même traitement, ainsi que la petite clé de voûte sous la forme d'une couronne de feuillages. Par ailleurs, un seul chapiteau a été remplacé par un culot fruste, à savoir de l'angle sud-ouest. Dans l'abside, les fenêtres occupent pratiquement toute la largeur des trois pans de mur. Leur remplage est agrémenté de moulures toriques, même sur la fenêtre de droite, où cette mouluration manque vers l'extérieur. Seuls les meneaux de la baie d'axe conservent leurs petits chapiteaux. Ils sont situés plus hauts que les chapiteaux des ogives, qui se rapprochent beaucoup du soubassement des fenêtres et soulignent la faible hauteur sous voûte, diminuée encore par l'estrade du maître-autel. Les vitraux du XIXe siècle présentent des motifs ornementaux avec prédominance du verre blanc. Seul le médaillon de la baie d'axe est figuratif et illustre la descente de croix. Un lambris de demi-revêtement de style néogothique couvre les soubassements des fenêtres et la partie inférieure des murs. D'un bel effet, il préserve les colonnettes gothiques, qui ont souvent été coupées dans de pareilles circonstances. Le maître-autel avec son tabernacle et l'autel servant aux célébrations sont également néogothiques, mais sans l'exubérance et la prolifération de détails qui est souvent propre à ce style,,,.

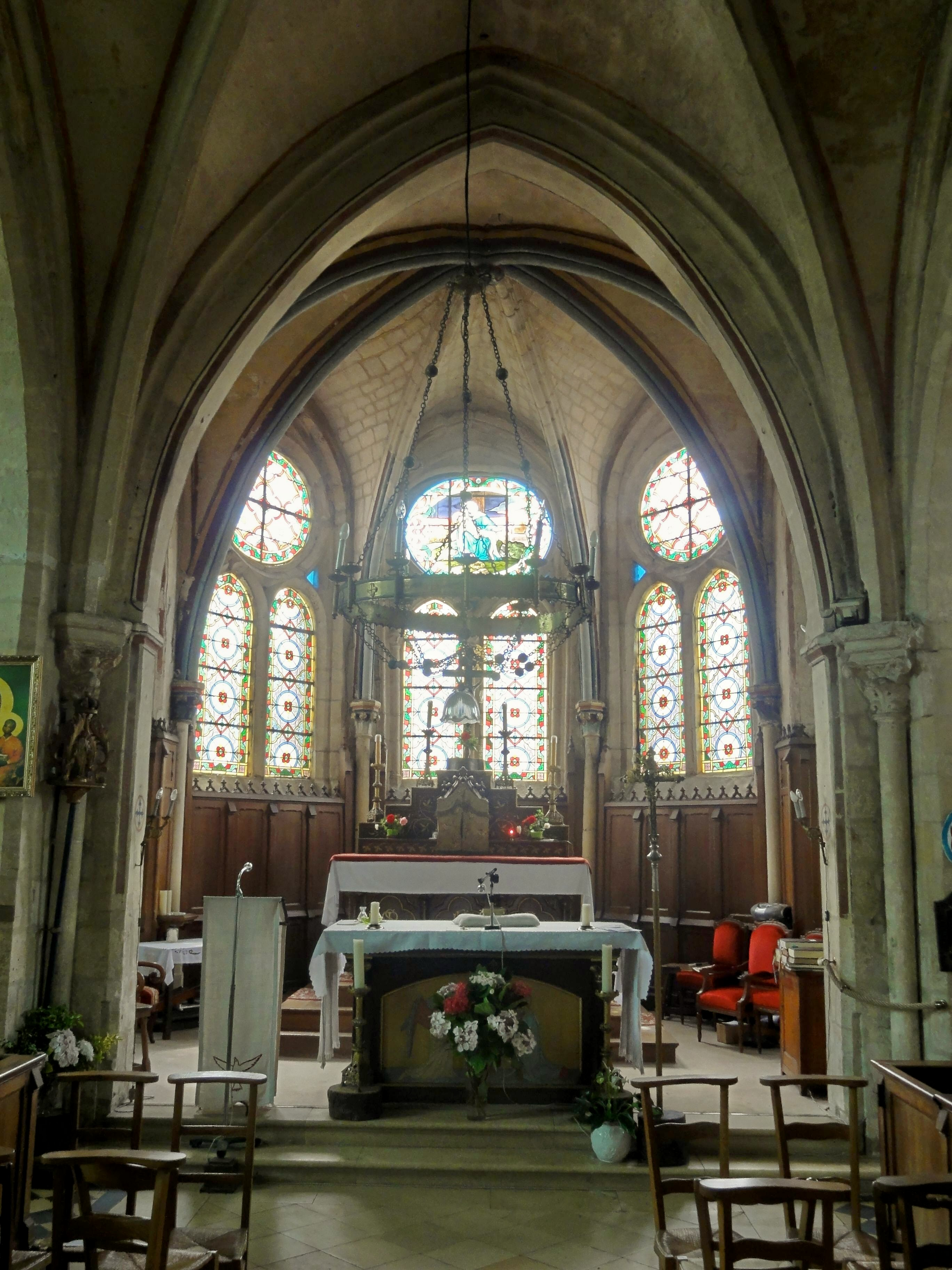
Vue dans l'abside.
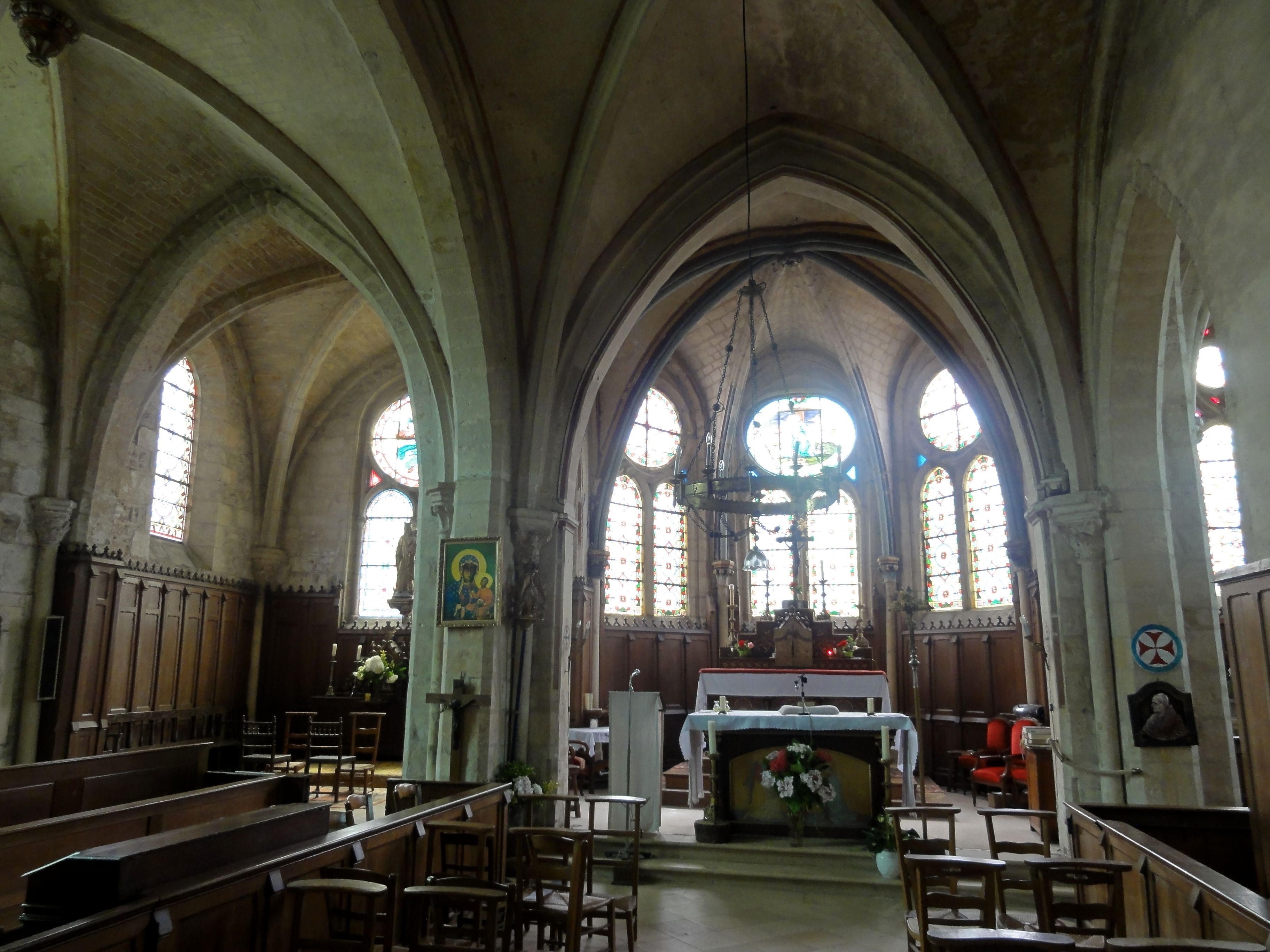
Chœur et chapelle nord.
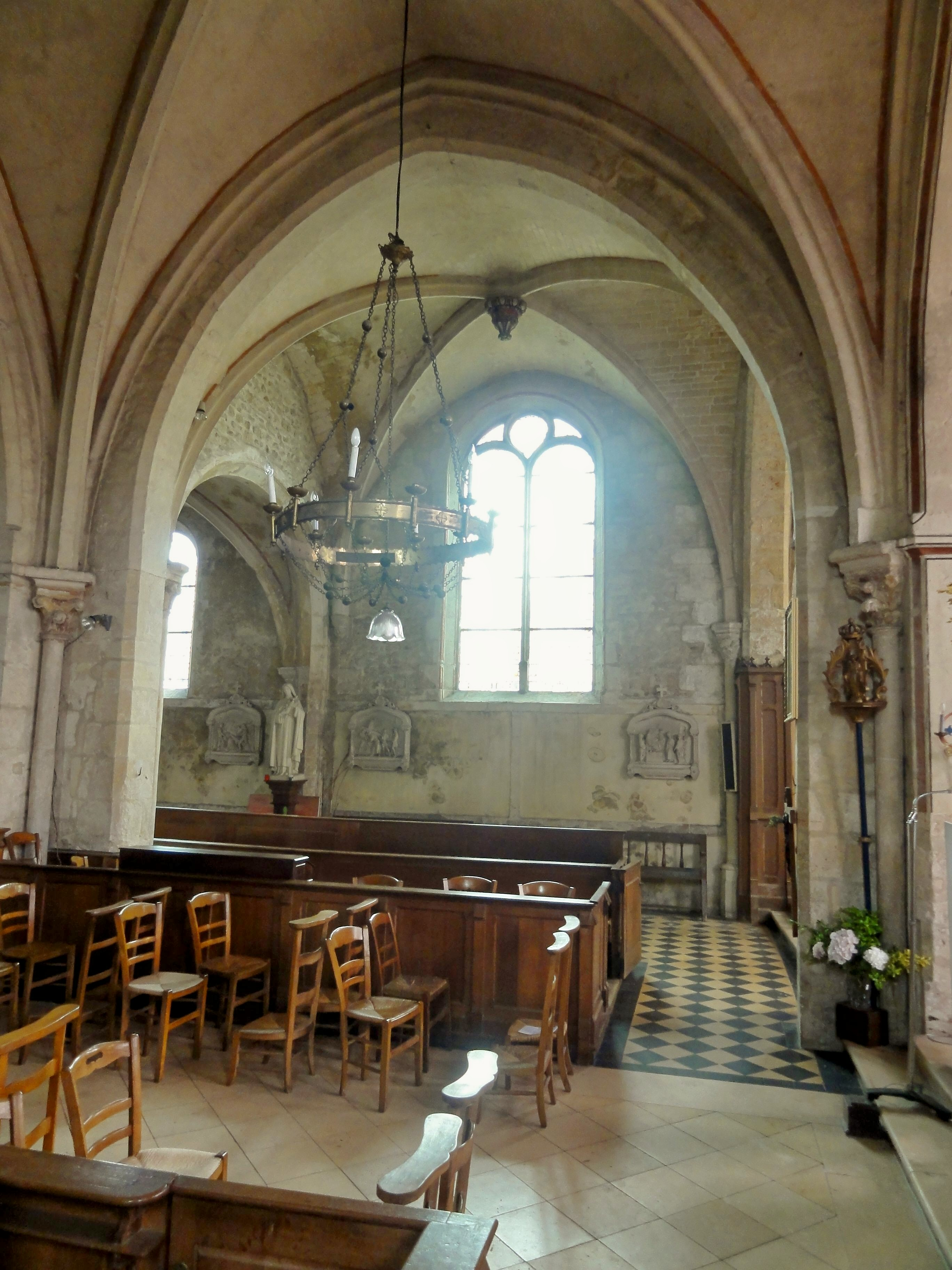
1re travée, vue vers le nord.
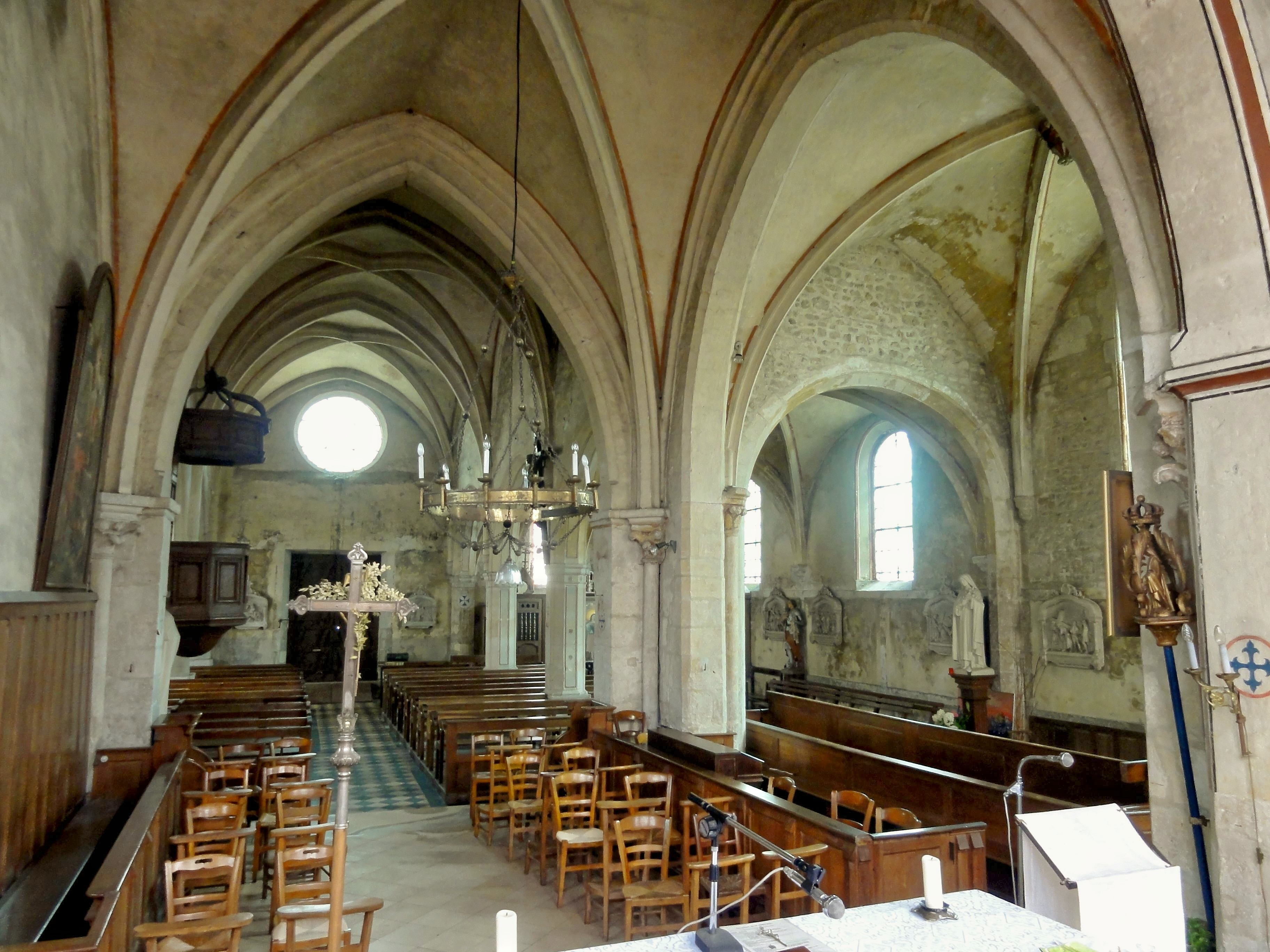
Vue vers l'ouest.
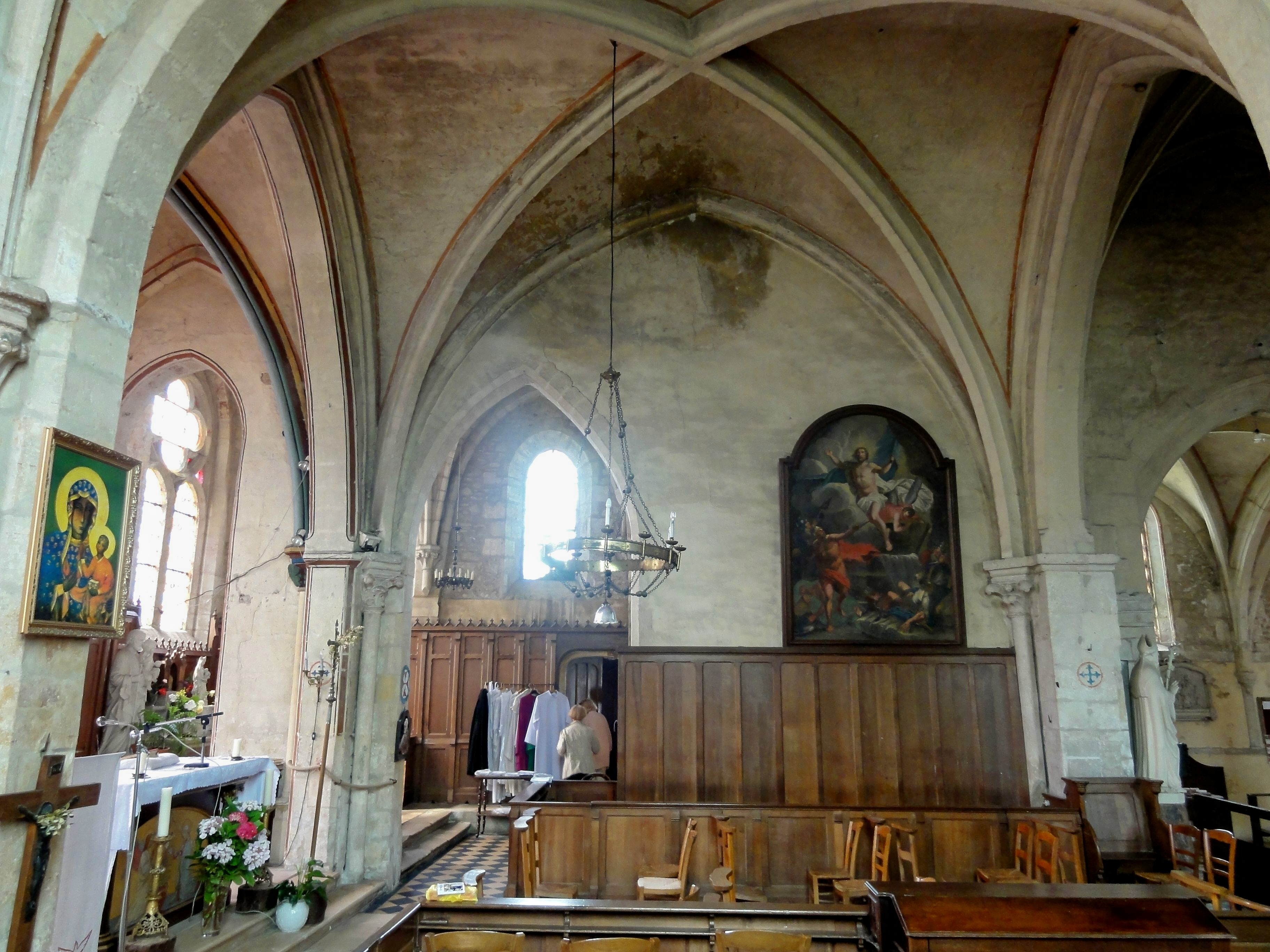
1re travée, vue vers le sud.
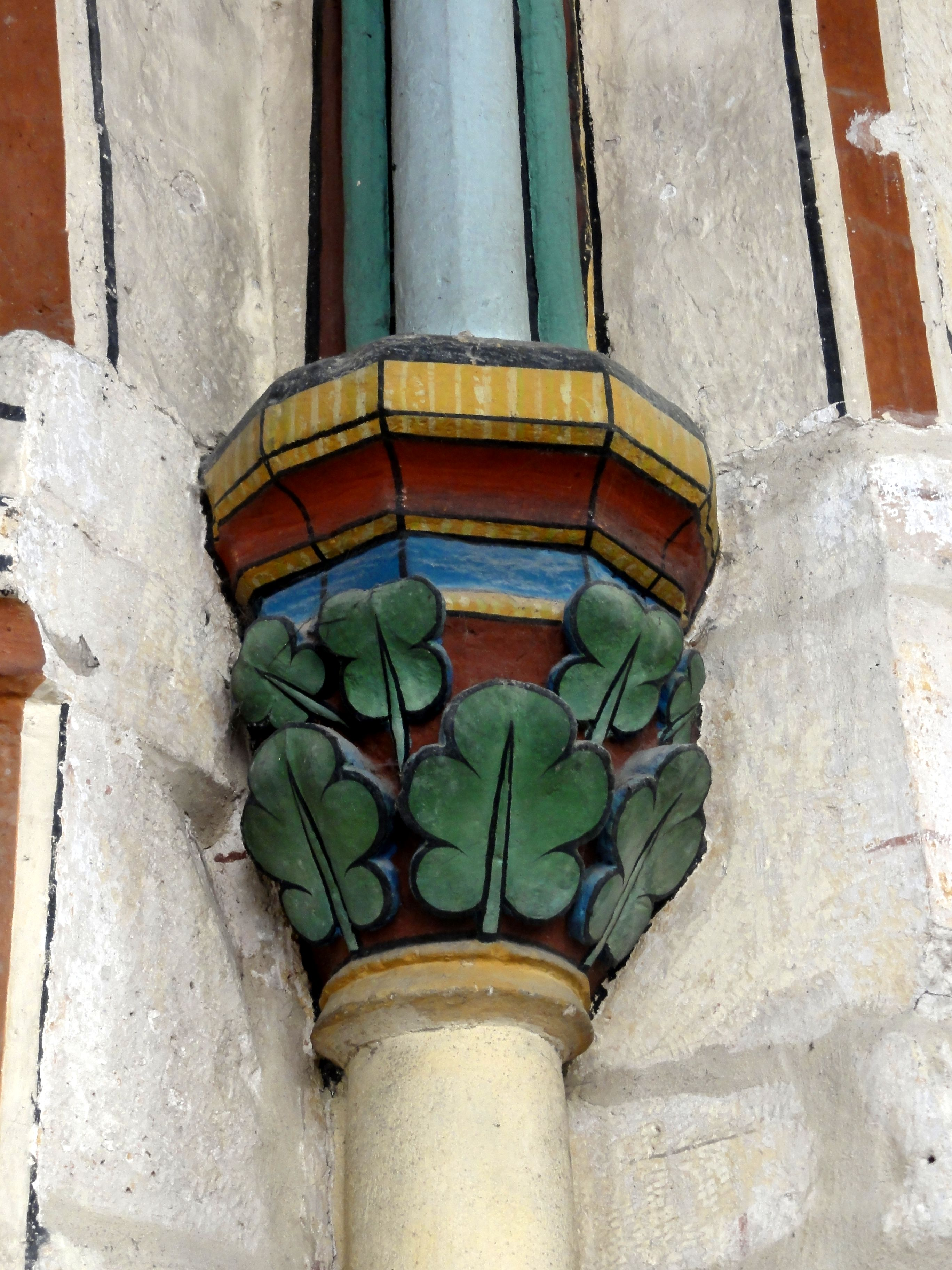
Chapiteau de la 2e travée.

#### Chapelle de la Vierge

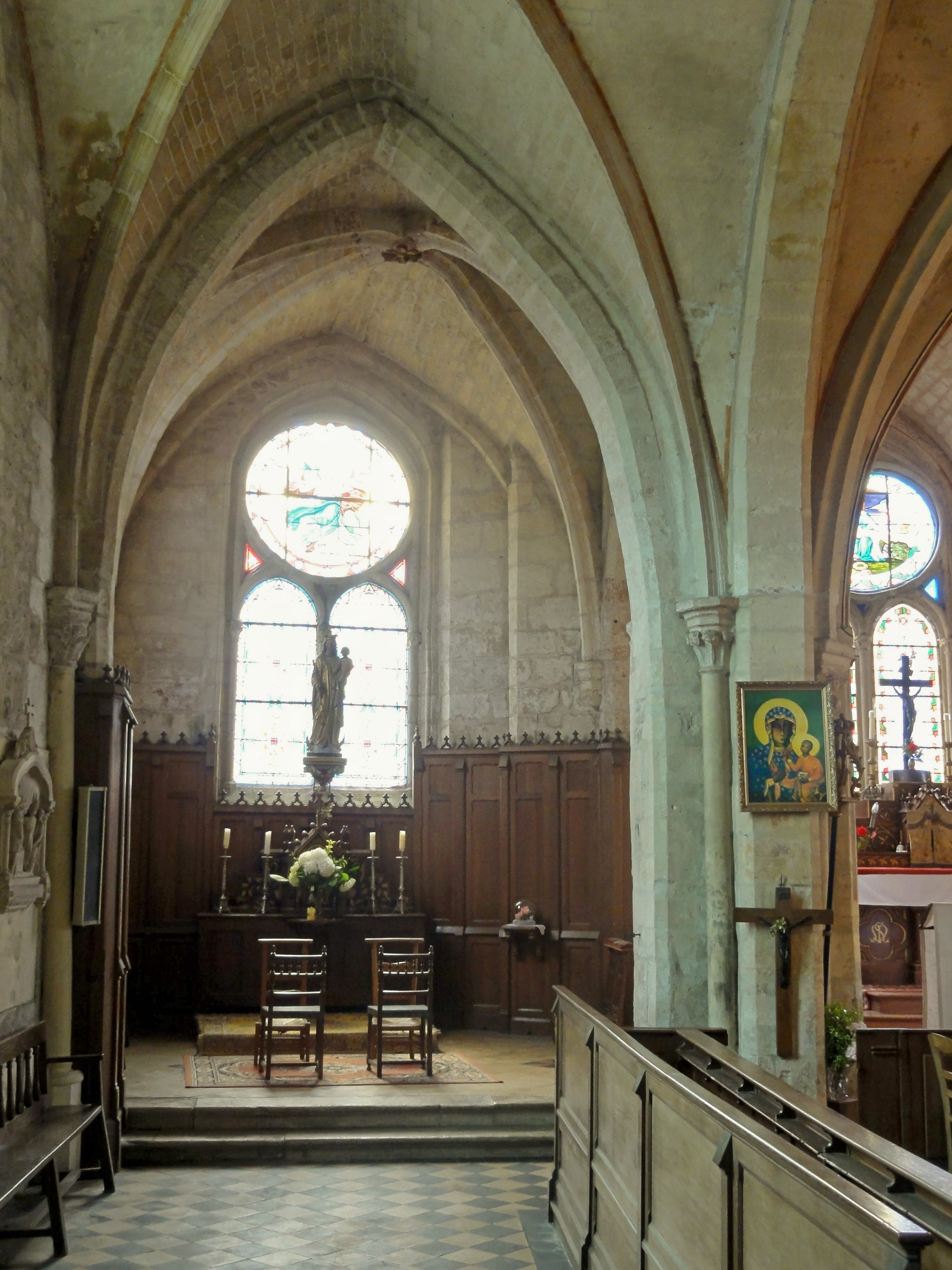
Chapelle de la Vierge.

La chapelle nord se compose de deux travées tout comme le chœur, et sa première travée est plus longue que la seconde afin de s'aligner sur le chœur. Elle accueille deux rangs de stalles orientées vers la première travée du chœur, mais des bancs sont également disposés le long du mur extérieur, si bien que la fonction de cette partie antérieure de la chapelle est partagée entre un prolongement du bas-côté et un croisillon du transept. Les deux arcades vers la seconde travée et vers la première travée du chœur sont composés d'un rang de claveaux chanfreinés, non mouluré. Elles suivent la ligne tracée par la lunette des voûtes, et sont donc en tiers-point. La forme irrégulière de l'arcade orientale devrait résulter de désordres de structure. L'arcade vers le bas-côté nord est en plein cintre et située en dessous de la voûte, ce qui produit un décrochement du fait de la hauteur plus faible du bas-côté. Le profil aigu des ogives se rapproche de celui des bas-côtés, sans être identique. Trois des quatre ogives retombent toujours sur des chapiteaux gothiques, et celui de l'angle sud-ouest constitue une réplique du chapiteau au nord de la seconde travée du chœur, entre partie droite et début de l'abside. Il réunit des crochets en sa partie supérieure à des feuilles de chêne en sa partie inférieure. Dans l'angle sud-ouest, le chapiteau est remplacé par un culot ordinaire. La seconde travée de la chapelle nord représente la chapelle de la Vierge proprement dite. Le profil des ogives est le même que dans la première travée, et l'on trouve également une petite clé de voûte polychrome. Deux des chapiteaux gothiques se sont conservés, dans les angles nord-ouest et nord-est. C'est ce dernier qui fait preuve d'une évolution stylistique vers une sculpture plus naturaliste, avec abandon du motif des crochets du style gothique primitif et de la période rayonnante classique. Le chapiteau présente quatre feuilles différente, une fleur et des pétales. Au sud, les colonnettes et chapiteaux ont une fois de plus cédés la place à des simples culots. Un lambris de demi-revêtement couvre les murs extérieurs, en continuité de celui du sanctuaire. Il est homogène avec le petit autel de la Vierge. La statue de la Vierge à l'Enfant est accrochée devant la baie du chevet, dont les meneaux conservent par ailleurs ses petits chapiteaux. Une étroite arcade communique avec l'abside,,,.

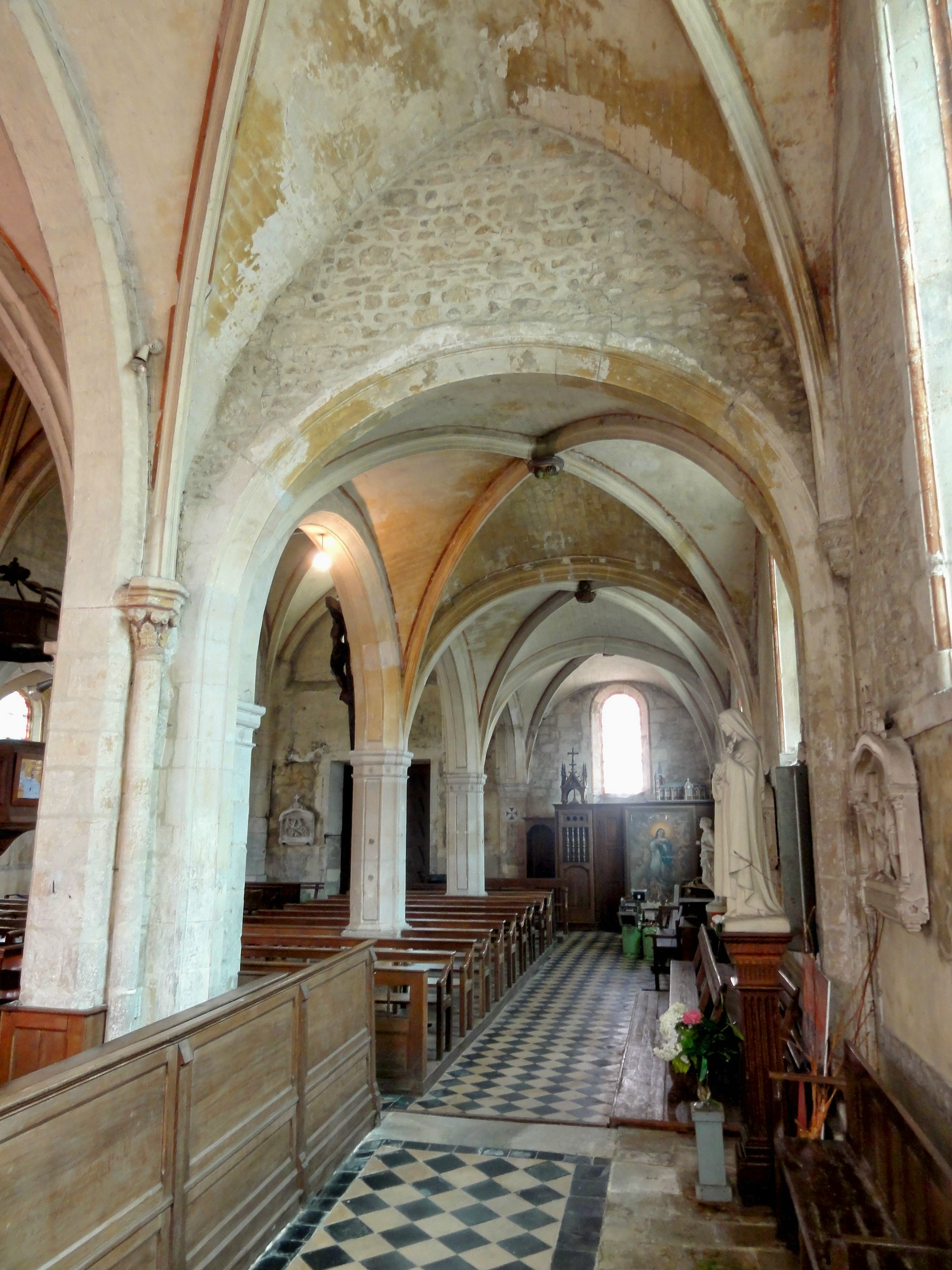
Vue dans le bas-côté nord.
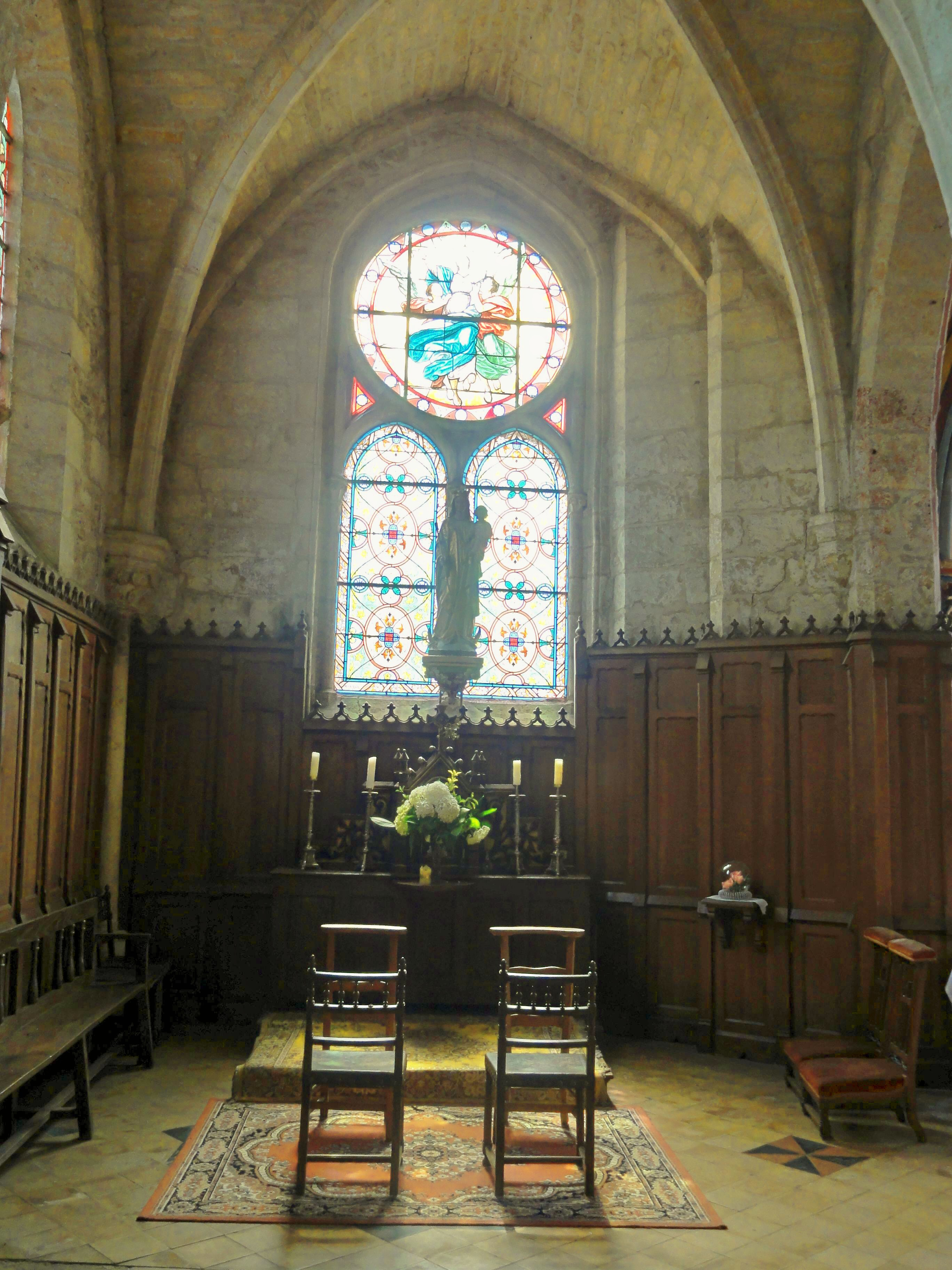
Chapelle de la Vierge.
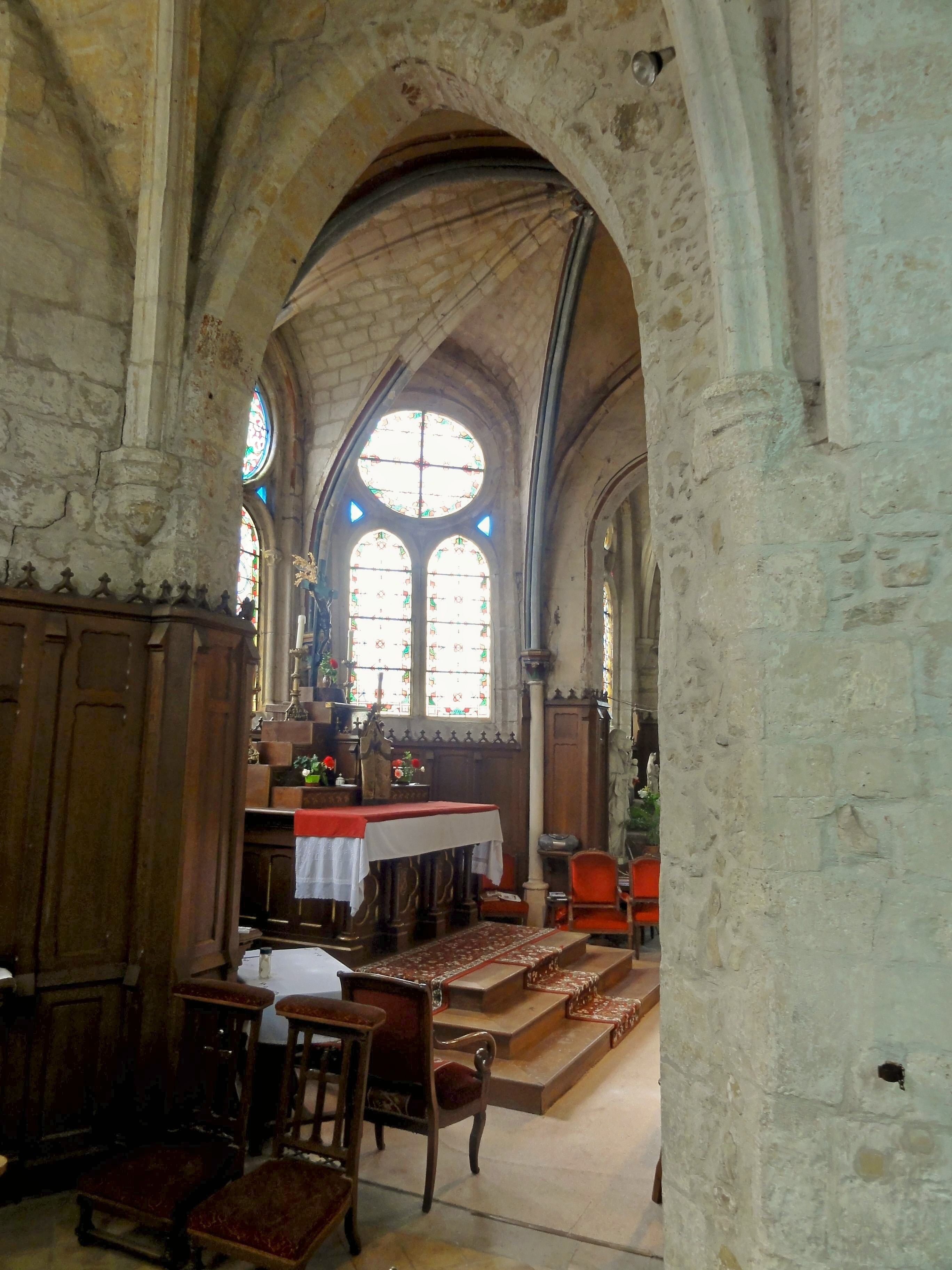
Arcade vers l'abside.
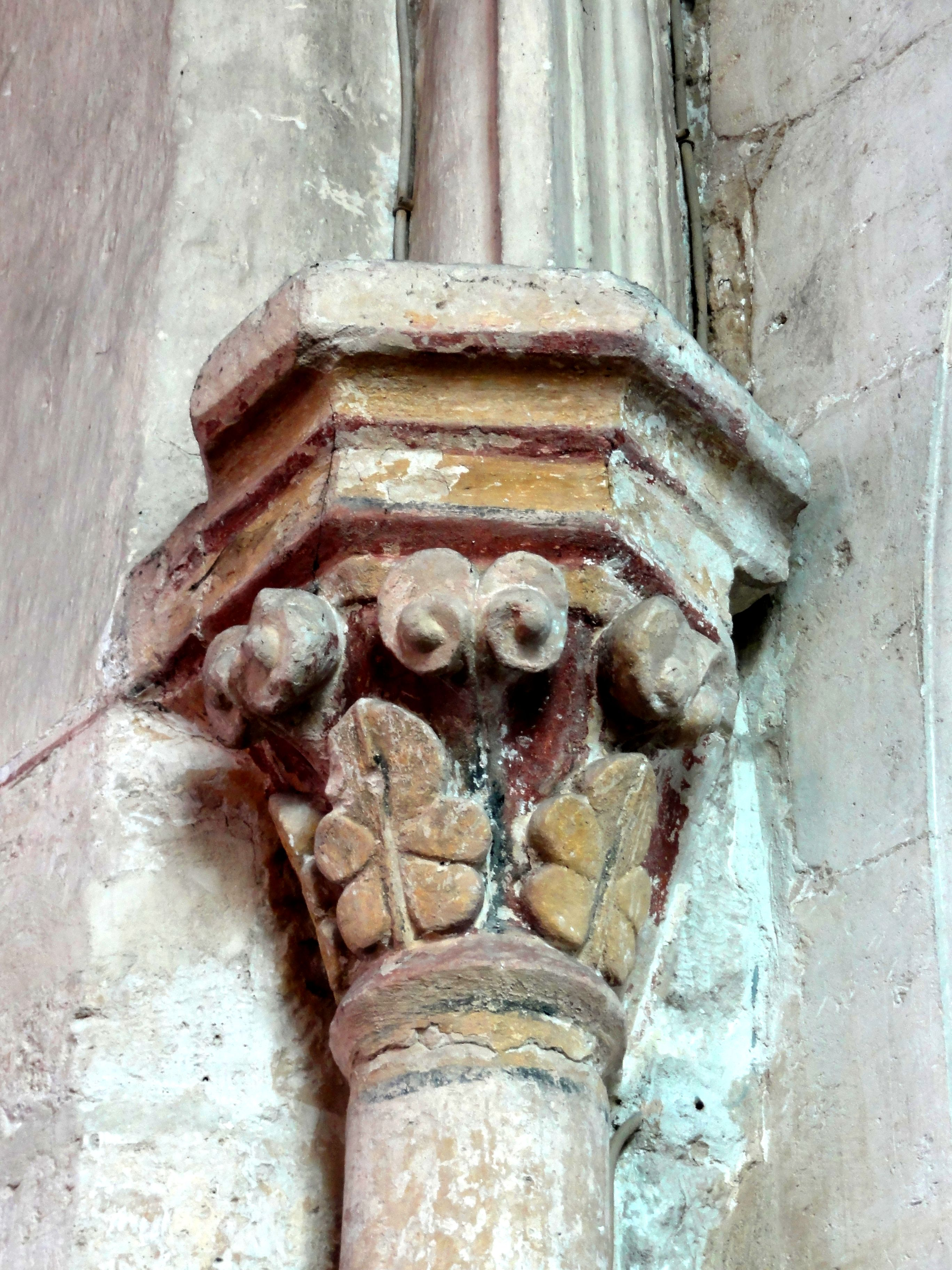
Imitation d'un chapiteau de l'abside.
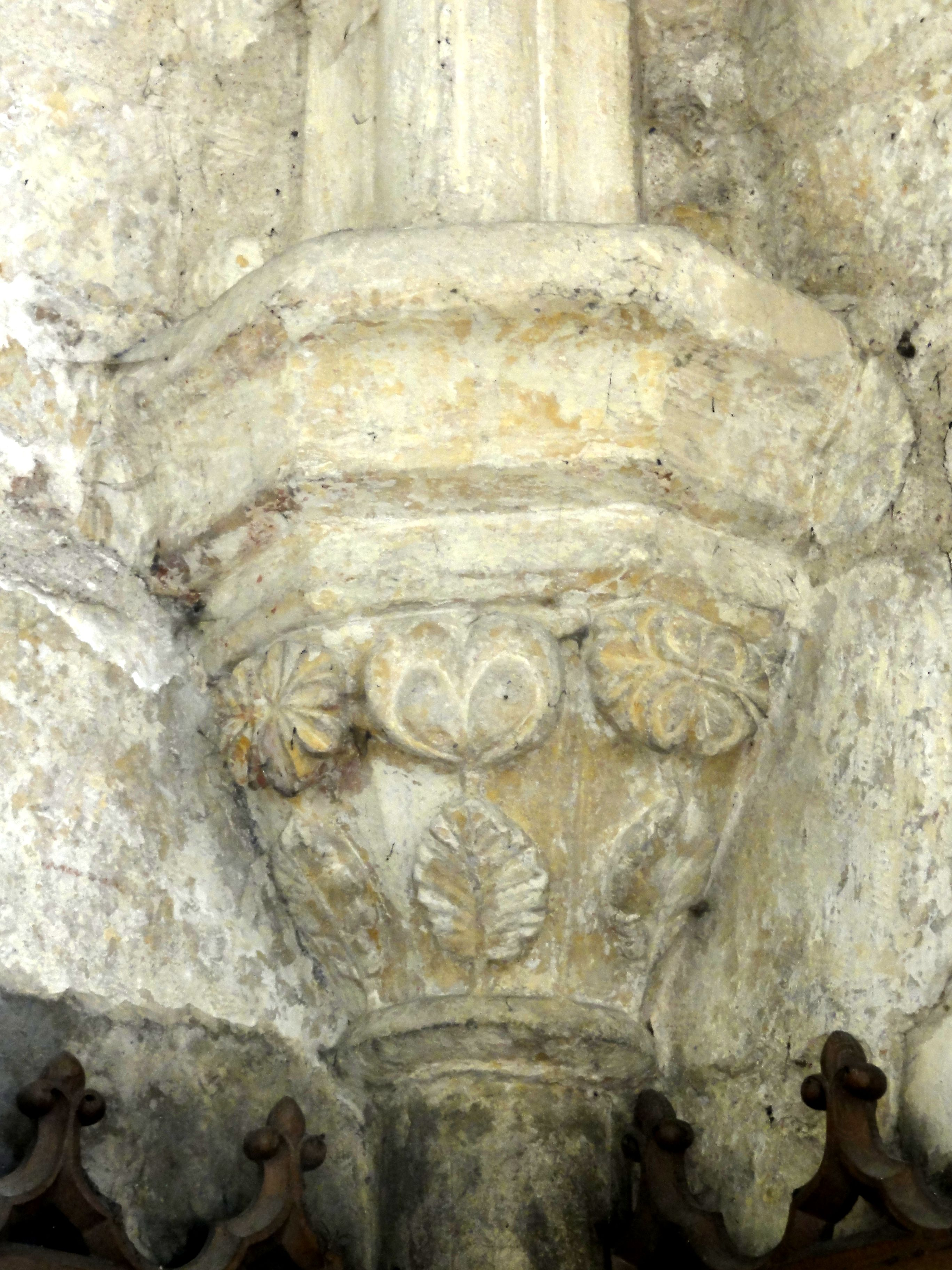
Chapiteau de la 2e travée.
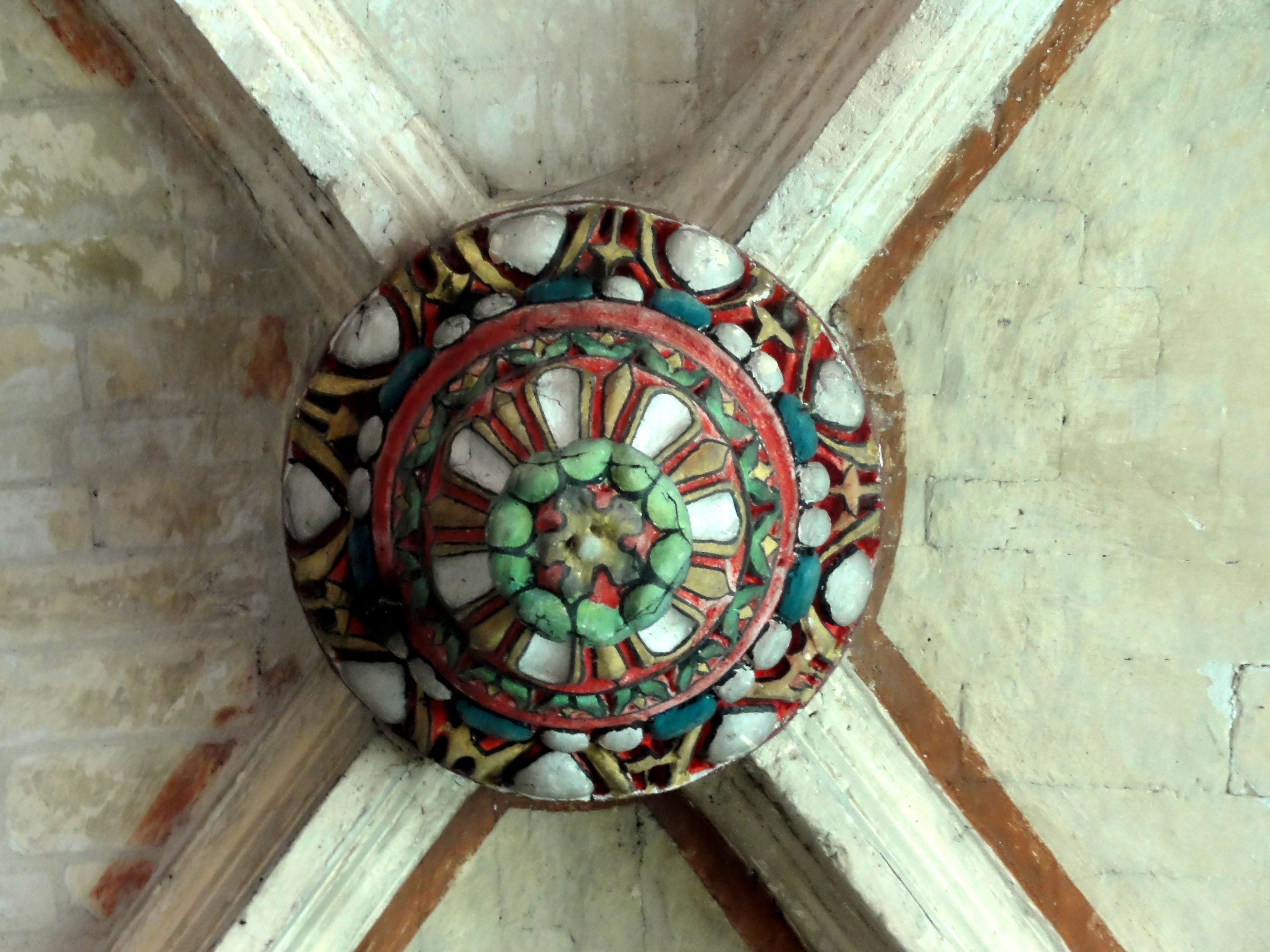
Clé de voûte de la 1re travée.

#### Chapelle Saint-Médard et base du clocher

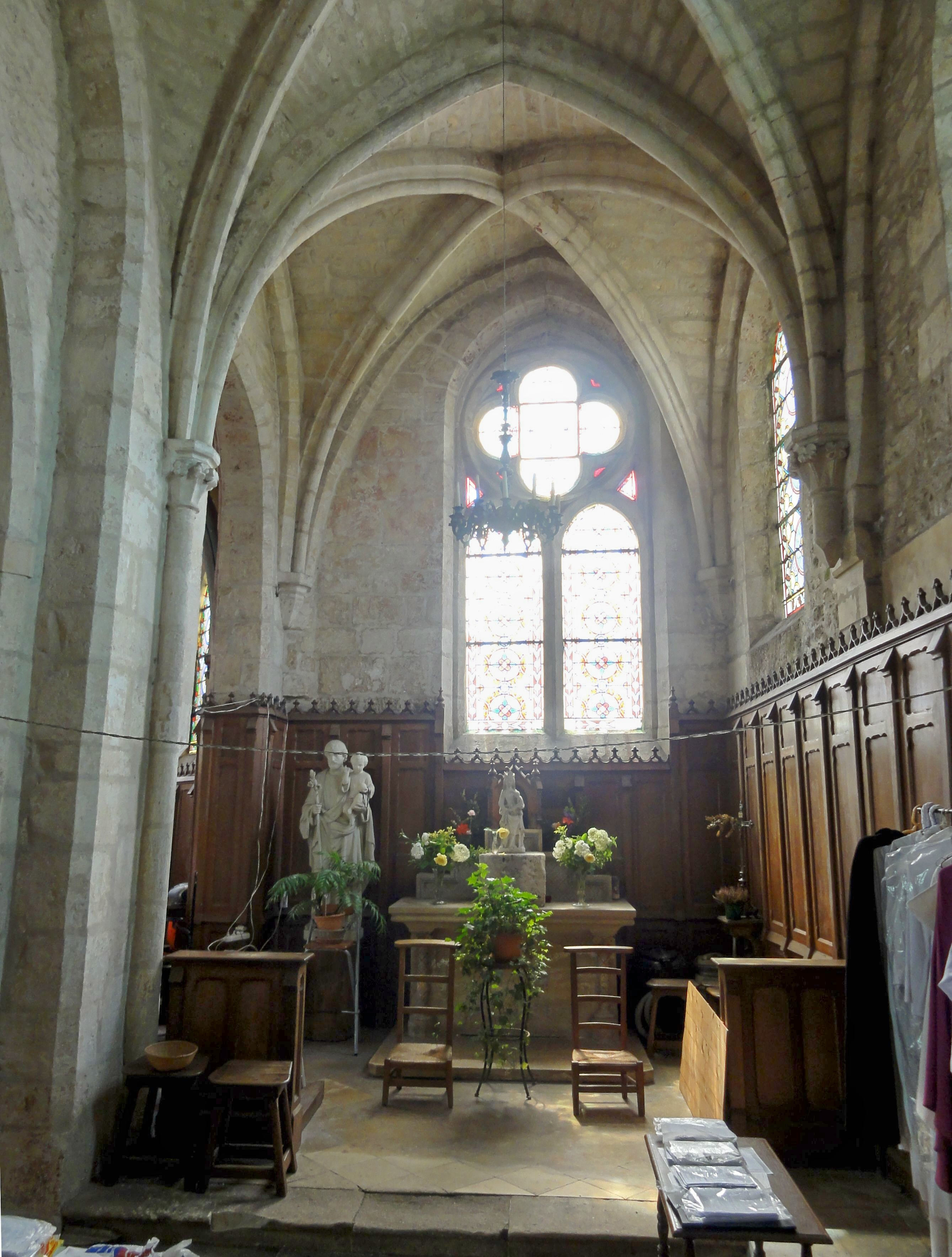
Chapelle Saint-Médard.

La chapelle Saint-Médard est bien plus petite que la chapelle de la Vierge au nord, et se compose de deux travées de dimensions identiques, à peu près carrées. Elle est issue de la troisième et dernière campagne de construction concernant les parties orientales et occupe l'emplacement du chœur primitif. Comme déjà évoqué, les indices permettant une datation précise sont rares : les meneaux de la fenêtre du chevet ne sont plus dotés de chapiteaux, mais le même constat peut être fait pour la baie voisine de l'abside, issue de la première campagne de travaux. Seul le quatre-feuilles inscrit dans l'oculus distingue la première fenêtre du second. Les ogives de la chapelle Saint-Médard présentent le profil d'un tore piriforme, comme dans la seconde travée du chœur, alors que la chapelle de la Vierge bâtie entre ces deux parties présente un profil aigu plus avancé, bien que pouvant être issu d'un remaniement au XVIe siècle. La chapelle Saint-Médard ne possède pas de clés de voûte, contrairement à la seconde travée du chœur. Elle abrite le dernier doubleau médiéval de l'église, à l'intersection entre les deux travées, et du même profil que les ogives. Ce doubleau donne un effet d'élégance incontestable par rapport aux arcades refaites au XVIe siècle. Il retombe sur les deux chapiteaux subsistants de la chapelle Saint-Médard. Tous les deux identiques, ils peuvent être considérés comme imitations du chapiteau dans l'angle sud-est de la première travée de la chapelle nord (où un chapiteau situé en face est à son tour la réplique d'un chapiteau de l'abside...). En plus du doubleau, chacun des chapiteaux reçoit la retombée de deux ogives et d'un ou deux formerets (le formeret manque au nord de la première travée). — À l'instar de l'abside et de la chapelle de la Vierge, la seconde travée de la chapelle Saint-Médard a lui aussi été pourvue d'un lambris de demi-revêtement. Pour sa pose, la colonnette supportant le chapiteau du sud a été coupé un peu en dessous, pratique fréquente dans le même contexte mais représentant un cas isolé dans l'église Saint-Médard. Dans les quatre angles, les ogives retombent sur des culots, discrètement décorés côté ouest, ce qui permet de penser que ces culots datent d'origine. Les deux travées sont reliées aux deux travées du chœur par d'étroites arcades brisées du XVIe siècle. Une arcade plein cintre du XIIe siècle s'ouvre dans la base du clocher, dont la voûte en berceau en cintre légèrement brisé est un peu plus haute que l'arcade. Pourtant, la voûte a dû être évasée pour la partie supérieure de la petite baie plein cintre au sud. Les murs de la base du clocher sont particulièrement épais, et au nord, un placard a été ménagé dans l'épaisseur du mur. Il pouvait parer à l'absence d'une sacristie jusqu'en 1867. Sa porte s'ouvre dans la première travée de la chapelle, près d'une petite fenêtre. La fenêtre au sud de la seconde travée est beaucoup plus grande, sans atteindre les dimensions des baies du chevet : ainsi, la chapelle Saint-Médard ne manque pas non plus d'irrégularités, et la baie du chevet n'est par ailleurs pas centrée. En bas de cette dernière, se trouve le petit autel en pierre dédié à saint-Médard, et le patron de la paroisse est représenté sur une peinture sous la table d'autel,,,.

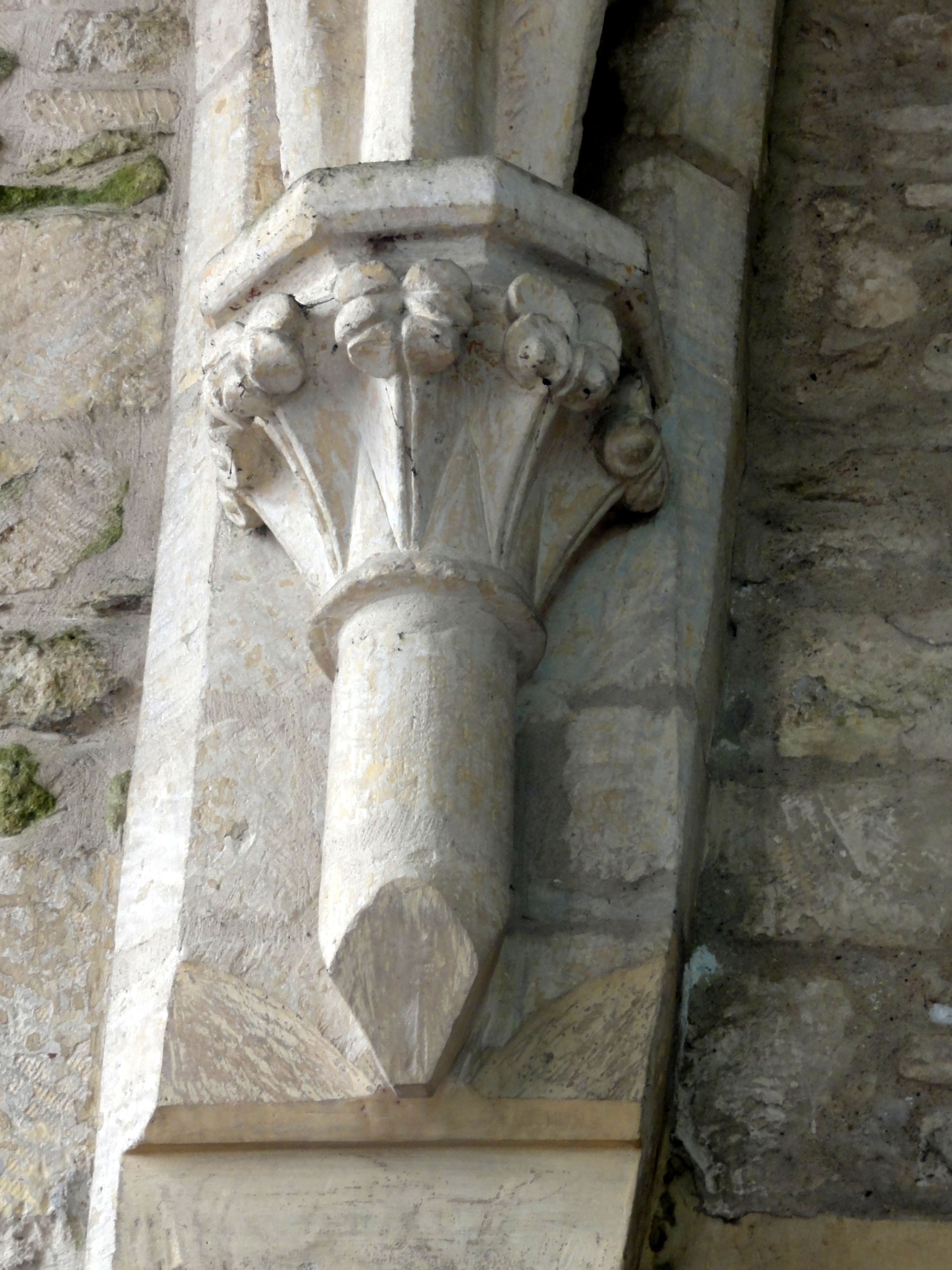
Chapiteau côté sud.
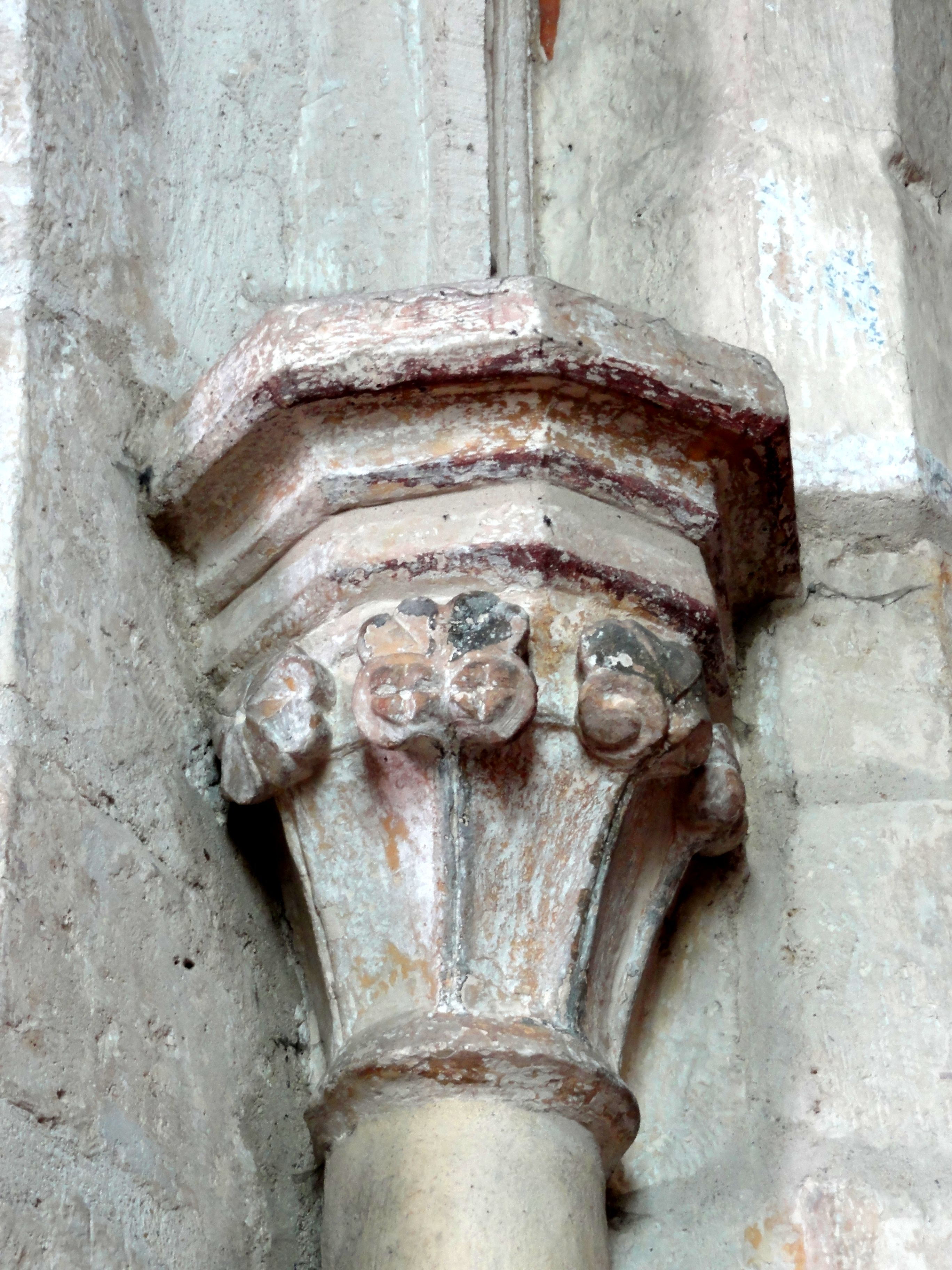
Son homologue de la chapelle de la Vierge.
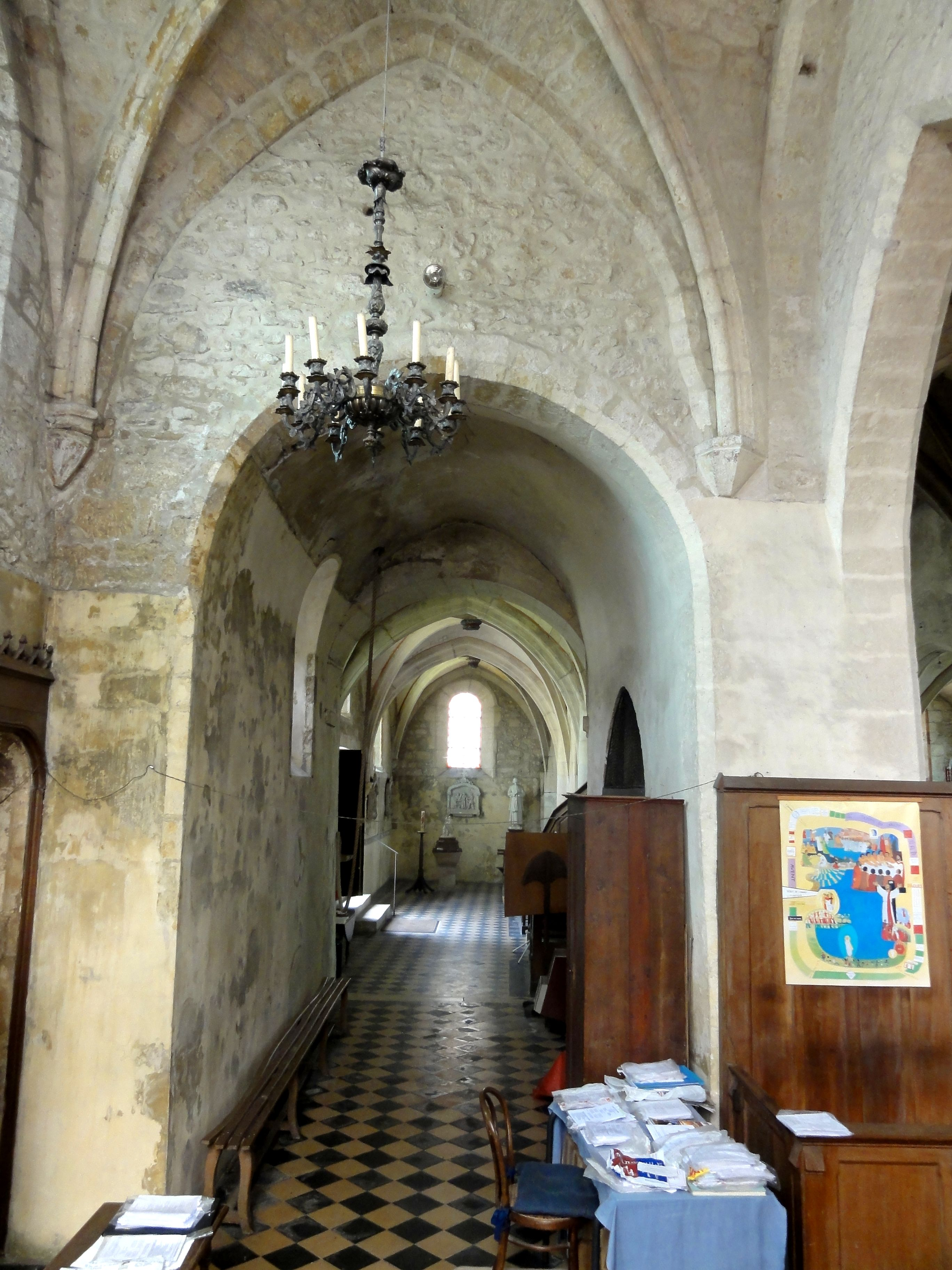
Base du clocher, côté est.
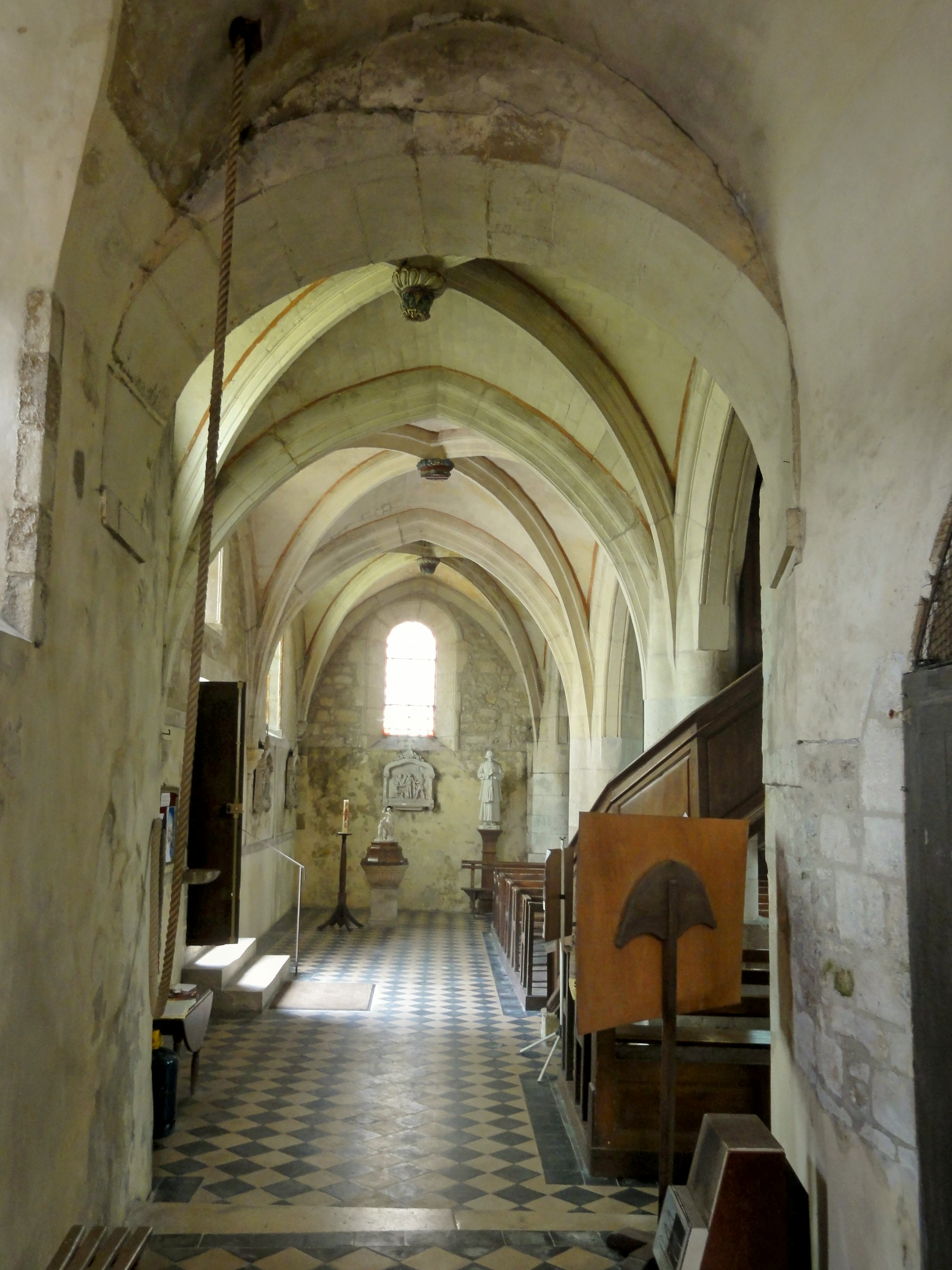
Base du clocher, vue vers l'ouest.
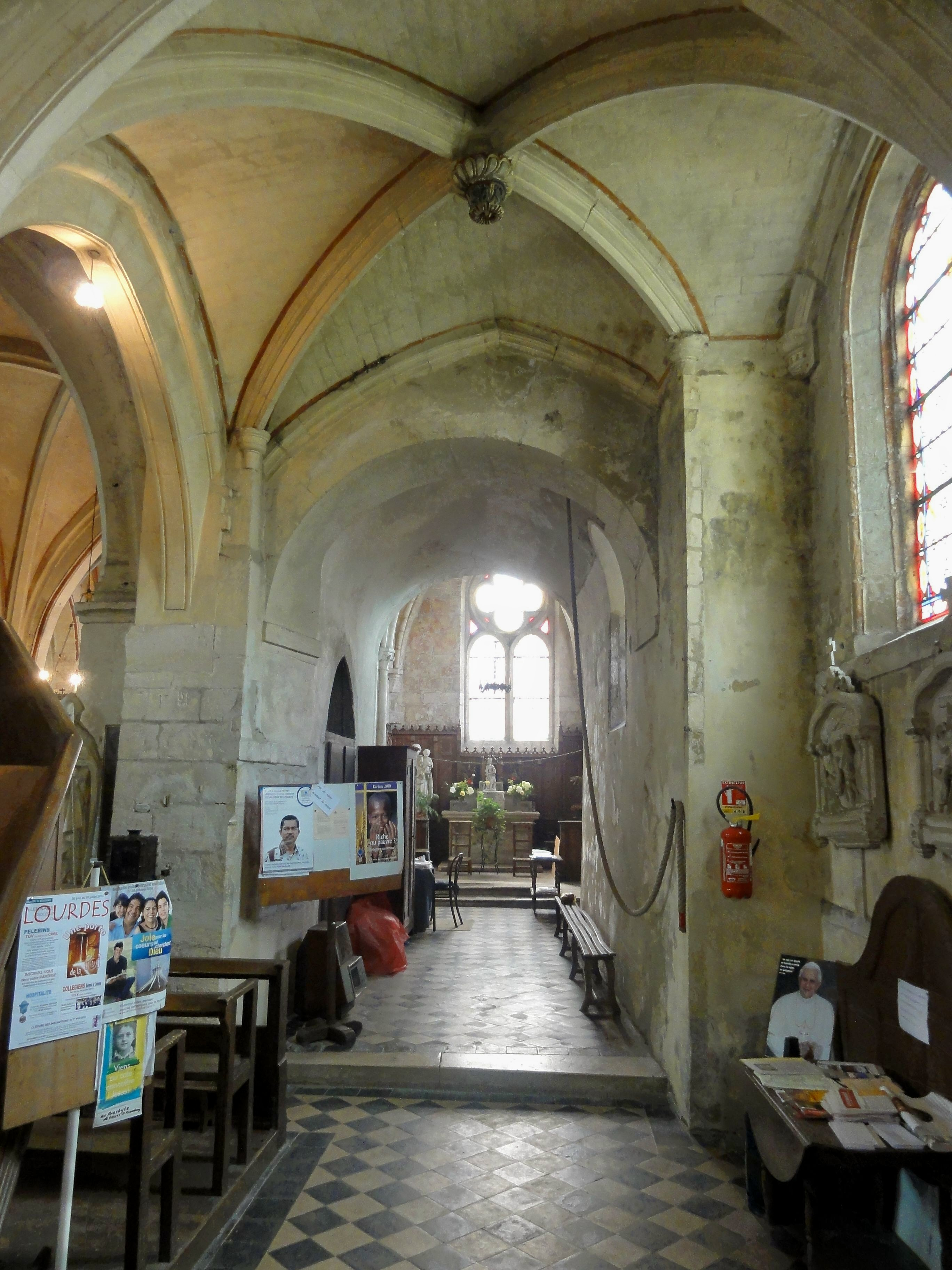
Base du clocher, côté ouest.